# Деметрий I Полиоркет
Деме́трий I Полиорке́т (др.-греч. Δημήτριος ὁ Πολιορκητής; 336 год до н. э., Пелла или Бероя — 282 год до н. э., Апамея) — военачальник, государственный деятель эпохи эллинизма IV—III веков до н. э.
Деметрий родился в семье македонского аристократа Антигона Одноглазого в 336 году до н. э. В 333 году до н. э. Александр Македонский назначил Антигона сатрапом стратегически значимой области Малой Азии Фригии, а Деметрий переехал ко двору своего отца в Келены, где получил хорошее образование. После того как в 323 году до н. э. в Вавилоне умер Александр, началась непрерывная череда войн между его военачальниками за власть в Македонской империи.
Вплоть до 301 года до н. э. Деметрий, как старший сын и наследник одного из наиболее влиятельных диадохов Антигона, командовал войсками отца во время кампаний в Персии, Келесирии, Набатее, Месопотамии, Египте и Греции. Первое самостоятельное сражение против правителя Египта Птолемея около 312 года до н. э. при Газе Деметрий проиграл. Однако через несколько лет он смог завоевать практически всю Грецию, а также выиграть морское сражение при Саламине на Кипре против Птолемея. Эта битва стала одним из крупнейших морских сражений античности и первой крупной морской битвой эллинизма. Во время сражения были впервые использованы в бою тяжёлые суда — тетреры, пентеры и гептеры показали своё преимущество относительно трирем. Также в битве впервые были использованы расположенные на кораблях катапульты. Победа Деметрия способствовала экспериментам в кораблестроении по созданию многопалубных военных кораблей и применению на них метательных механизмов, что оказало существенное влияние на развитие военного дела и мореплавания. Увлечение Деметрия механикой и ремёслами также проявилось во время осады Родоса 305—304 годов до н. э., которая запомнилась современникам созданием грандиозных осадных башен. За свою жизнь Деметрий провёл не менее 50 осад, из-за чего вошёл в историю как «Полиоркет» (др.-греч. Πολιορκητής), что в дословном переводе обозначает «Осаждающий города».
В 301 году до н. э. Антигон проиграл при Ипсе во время сражения с объединённым войском Лисимаха, Селевка и Кассандра. Поражение в решающей битве стало следствием безрассудности Деметрия, который, увлёкшись преследованием конницы сына Селевка Антиоха, не смог прийти на помощь отцу. После гибели Антигона Деметрий бежал, а затем, через несколько лет, смог захватить Грецию, победить Спарту и даже стать царём Македонии. На этом посту он стремился возродить державу своего отца, не особо обращая внимание на внутримакедонские проблемы. Во время вторжения эпирского царя Пирра в Македонию войско покинуло Деметрия, а сам царь был вынужден бежать. Впоследствии он попал в плен к Селевку, где и умер.
При описании биографии Деметрия Полиоркета как античные, так и современные историки отмечают его любвеобильность. Он был официально женат не менее пяти раз, а также в античных источниках зафиксированы девять имён его любовниц, которых в действительности могло быть значительно больше. Историки отмечают, что биография Деметрия была полна взлётов и падений, которые он переносил с потрясающей лёгкостью.

## Биография

### Происхождение. Ранние годы
Деметрий родился в январе или феврале 336 года до н. э. в семье македонских аристократов Антигона и Стратоники в столице государства Пелле или Берое. На момент рождения Деметрия Антигону было 46 лет. Для Стратоники брак с Антигоном был вторым. До этого она была замужем за его братом Деметрием. После его гибели в 340/339 году до н. э. брат Деметрия Антигон взял в жёны Стратонику. Своего первенца они назвали Деметрием, в честь первого супруга Стратоники и брата Антигона. Плутарх приводит античную сплетню, что на самом деле Деметрий был сыном Стратоники от первого брака. Из-за того, что Стратоника вышла замуж за Антигона практически сразу после гибели Деметрия, её сына считали ребёнком от нового мужа. Современные историки отмечают, что Деметрий родился через два с половиной года после свадьбы Антигона и Стратоники, что делает невозможной версию об отцовстве старшего брата Антигона. У Деметрия был также младший брат Филипп (родился между 334 и 330 годами до н. э.), которого назвали в честь деда по отцовской линии.
В 334 году до н. э. отец Деметрия Антигон в составе войска Александра Македонского отправился в поход против персов. Весной 333 года до н. э. Александр назначил Антигона сатрапом стратегически важной провинции в Малой Азии Великой Фригии. Вскоре в столицу области Келены переехала и семья Антигона, включая Деметрия, который на тот момент был ребёнком. Предположительно, в условиях восточного города отец обеспечил сыну классическое греческое образование, которое включало изучение философии и иностранных языков. Античные авторы отмечали энергию и изобретательность Деметрия, а также любовь к ремёслам — качества, которые он несомненно приобрёл в детстве, а впоследствии использовал при создании и постройке новых типов осадных машин и кораблей.

### Ранняя карьера

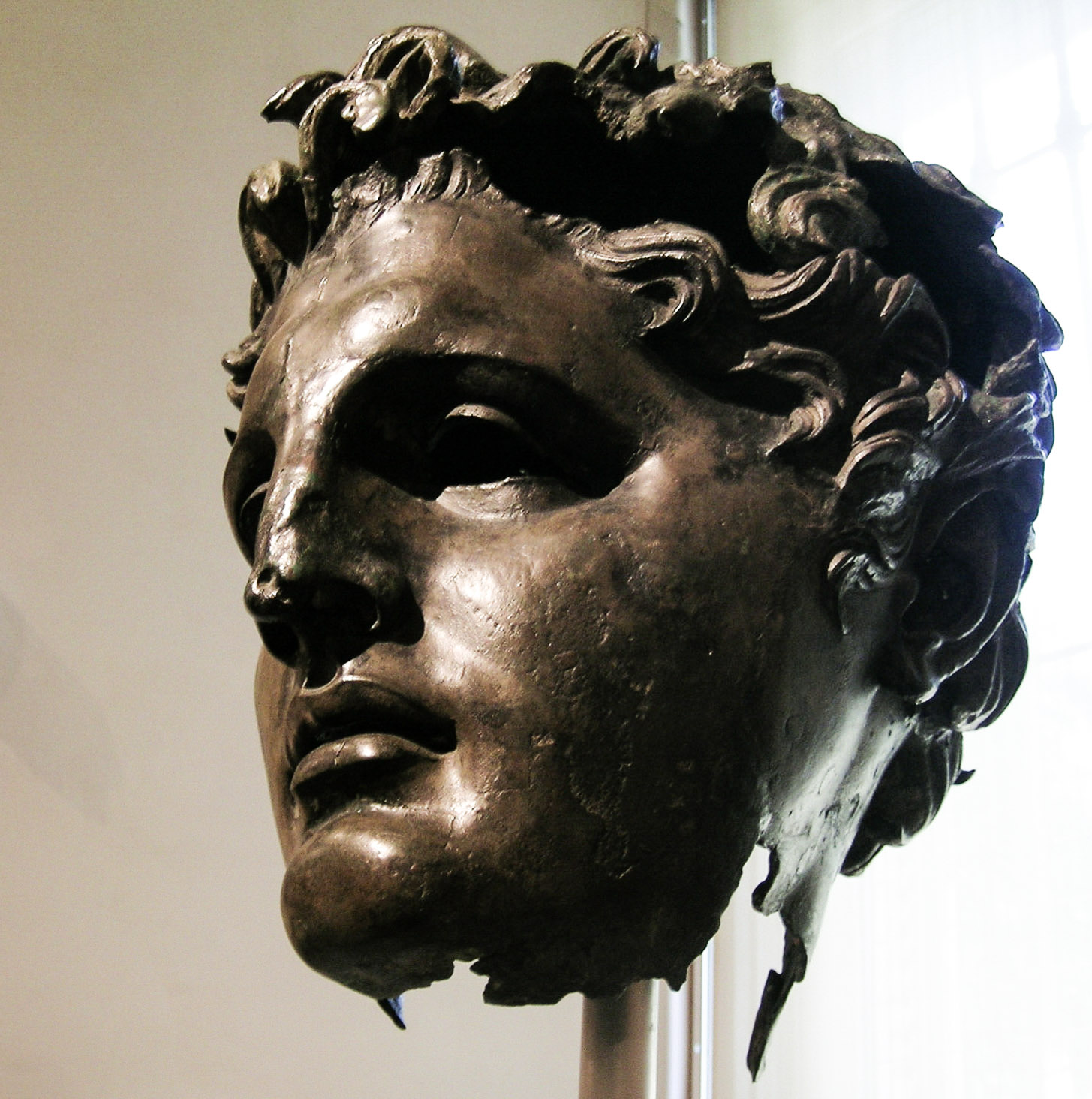
Бронзовая портретная голова Деметрия Полиоркета. Прадо, Мадрид, Испания

В 323 году до н. э. в Вавилоне умер Александр Македонский. Во время последующего раздела Македонской империи отец Деметрия Антигон сохранил власть во Фригии. Однако вскоре он попал в опалу к новому регенту империи Пердикке и был вынужден вместе со свитой и семьёй бежать на афинских кораблях в Европу. Вскоре, во время Первой войны диадохов, Пердикка был убит собственными военачальниками. При последующем переделе империи в Трипарадисе Антигон вернул себе все прежние владения. Также он заключил союз с новым регентом империи и правителем Македонии Антипатром, который скреплял брак между сыном Антигона Деметрием и дочерью Антипатра Филой. Для Филы, которая была намного старше Деметрия, это был третий брак. Согласно Плутарху, Деметрий был недоволен, однако был вынужден подчиниться. Согласно легенде, Антигон перед свадьбой шепнул на ухо сыну изменённый стих Еврипида: «За прибыль станешь ты невольно женихом», подставив вместо «и нехотя рабом» созвучные слова.
Согласно античным источникам, Деметрий получил свой первый военный опыт во Второй войне диадохов. В битве при Паретакене 317 или 316 года до н. э. Антигон поручил сыну командовать воинским контингентом из тысячи всадников-гетайров на правом фланге. Во время битвы в Габиене 317 или 316 года до н. э. Деметрий командовал всем правым флангом. Согласно Плутарху, после победы и пленения вражеского военачальника Эвмена лишь Деметрий и Неарх безуспешно просили Антигона сохранить тому жизнь. Возможно, источником данной информации для Плутарха был труд Иеронима Кардийского, автора, который находился на службе у Антигона и хотел обелить его сына Деметрия в глазах потомков.
Практически сразу после окончания Второй войны диадохов, в ходе которой Антигон стал одним из самых могущественных правителей того времени, началась Третья война диадохов. Правители Египта Птолемей, Македонии Кассандр и Фракии Лисимах предполагали, что новый правитель Азии может вторгнуться в их владения. В 314—313 годах до н. э. Деметрий находился рядом с отцом в Келесирии и участвовал в осаде Тира. К этому времени может относиться описанная у Плутарха история о том, как Деметрий спас своего друга детства Митридата. Он узнал о планах отца казнить Митридата, однако Антигон заставил Деметрия поклясться молчать об этом. Тогда Деметрий, оказавшись наедине с Митридатом, написал копьём на песке: «Беги, Митридат». Впоследствии Митридат основал Понтийское царство, которым его потомки правили вплоть до I века.

### Битвы при Газе и Миунте

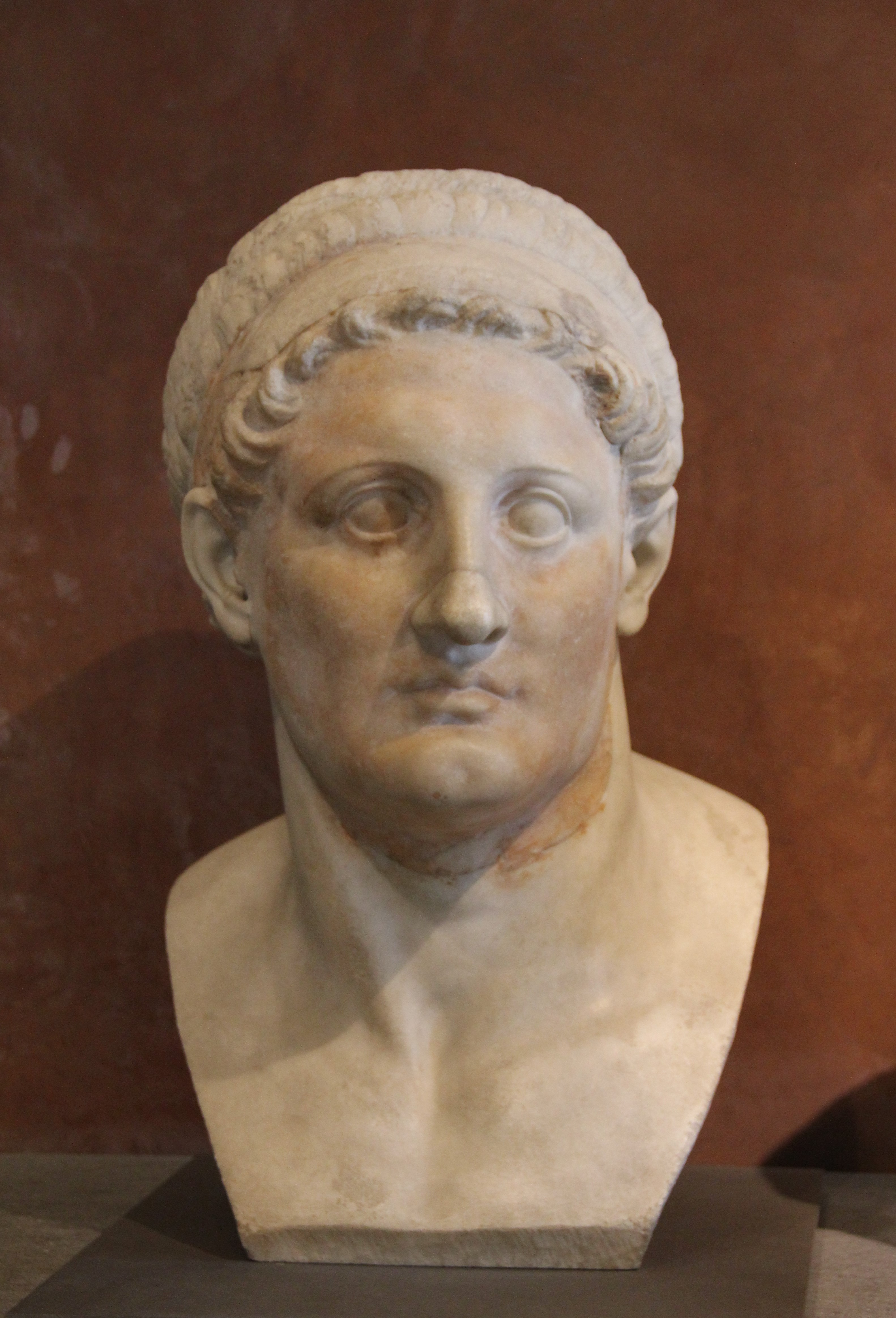
Бюст Птолемея. Лувр, Париж

После взятия Тира Антигон отправился в Малую Азию, оставив руководить своими войсками в Келесирии Деметрия. Кроме того, в Сирии Антигон приставил к Деметрию четырёх опытных советников, ветеранов походов Александра Македонского — Неарха, Пифона, Андроника и Филиппа. Вскоре из Александрии выступило войско Птолемея, при котором также находился военачальник Селевк. Египетское войско пересекло пустыню и достигло Газы, где расположился Деметрий. Советники Деметрия предлагали отступить. По их мнению, Деметрию не следовало вступать в своё первое самостоятельное сражение со столь опытным противником, как Птолемей, который к тому же имел численное преимущество. Деметрий «не обратил на них внимания, но самонадеянно готовился к столкновению, поскольку он был очень молод и хотел участвовать в столь великой битве отдельно от своего отца».
Поле битвы, которая состоялась между 313 и 311 годами до н. э., располагалось на приморской равнине, так что правый фланг армии Деметрия выходил к морю. Согласно планам Деметрия, решающей должна была стать атака конницы на левом фланге, после которой фаланга Птолемея была бы прижата к воде. Поэтому он сосредоточил здесь свои основные силы — около 3 тысяч всадников, в том числе и корпус элитной конницы-гетайров. Здесь же находились 30 слонов и 1,5 тысячи легковооружённых пехотинцев. В центре были расположены 11 000 тяжёлых пехотинцев и 13 слонов, а у моря — 1,5 тысячи всадников, которым приказали только прикрывать свои отряды. Правое крыло состояло из 1500 всадников под командованием Андроника. По плану Деметрия, это крыло было вспомогательным. Андроник получил приказ избегать участия в сражении и отвести свои силы назад за линию пехоты.
Тем временем Птолемей и Селевк выстроили своё войско в порядке, где основные силы находились на левом «прибрежном» крыле. Они были уверены, что сражение будет развиваться по «классической» схеме, однако, вовремя оценив план противника, который повторял действия Эпаминонда в битве при Левктрах, а также Антигона в битвах в Паретакене и Габиене, быстро переменили диспозицию своих сил. Наиболее боеспособные части войска они переместили на правый фланг. Историки отмечают, что Деметрий, по неизвестным причинам, не воспользовался моментом, когда в войске противника происходила ротация и оно было ослаблено.
Согласно Диодору Сицилийскому, перед сражением Деметрий обратился с речью к своим воинам. Ветераны многочисленных походов с интересом слушали молодого наследника Антигона. После пафосной речи, включавшей в себя обещания особых почестей и наград особо отличившимся в бою воинам, Деметрий приказал начать сражение. Профессор Стэнфордского университета А. Дивайн выделил три фазы битвы при Газе. Сражение началось на главном фланге между всадниками Деметрия и Птолемея. Первая схватка конницы шла на равных, без явного преимущества у какой-либо из сторон («лучшие всадники состязались друг с другом в доблести, поскольку их полководцы сражались бок о бок с ними»). На этом фоне Деметрий послал в бой слонов (вторая фаза битвы согласно А. Дивайну). Он предполагал, что этой силе противник ничего не сможет противопоставить. Однако животные попали на «минное поле». После того как погонщики погибли от обстрелов лучников и пращников, слоны были захвачены воинами Птолемея. При виде этой неудачи конница Деметрия обратилась в бегство (третья фаза битвы согласно А. Дивайну).
Сам Деметрий бежал в Азот, откуда отправил послов с просьбой о перемирии и разрешении похоронить погибших. Птолемей без выкупа освободил обоз и прислугу Деметрия. Также он поздравил молодого военачальника с той храбростью, которую тот показал во время сражения. На это Деметрий ответил, что надеется недолго оставаться в долгу и просит богов дать ему возможность поскорее воздать равным за равное, после чего отступил на север. Согласно Плутарху, отец Деметрия Антигон довольно легко отнёсся к сокрушительному поражению сына при Газе. Он отметил, что Птолемей победил «безбородых подростков» и согласился выделить Деметрию ещё одно войско. При известии о новом походе Деметрия Птолемей отправил ему навстречу войско под командованием Килла. Киллу было поручено либо изгнать Деметрия из Сирии, либо отрезать ему пути отступления и впоследствии уничтожить.
Деметрий от своих лазутчиков узнал, что Килл встал лагерем в Миунте (месторасположение неизвестно), не выставив должной охраны. Тогда он совершил форсированный марш и неожиданно напал на Килла утром. Таким образом, Килл вместе с войском без боя попал в плен. Согласно Плутарху, Деметрий щедро одарил Килла и отпустил обратно к Птолемею, тем самым повторив его действия после битвы при Газе.

### Экспедиция в Набатею

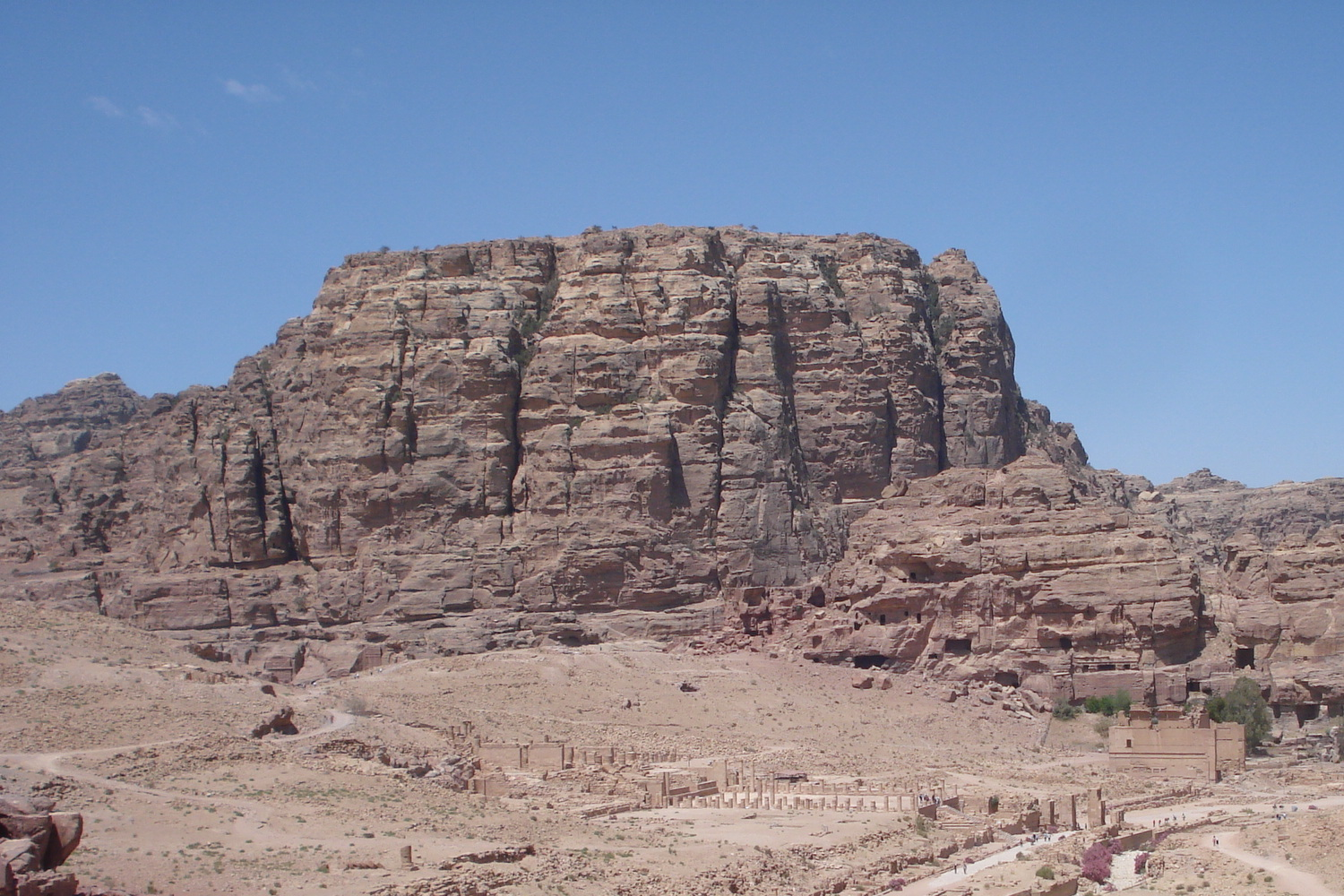
Для захвата Петры необходимо преодолеть узкий проход в горе Умм эль-Бияра

Предположительно, вскоре после победы при Миунте в 311 году до н. э. Деметрий совершил поход в Набатею. Согласно Плутарху, «Антигон отправил Деметрия на покорение аравийского племени набатеев, и тут, попав в безводную пустыню, он подвергся немалой опасности, однако, сохраняя мужество и присутствие духа, настолько испугал варваров, что смог отступить с богатой добычей, среди которой было семьсот верблюдов». Диодор Сицилийский передаёт несколько другую последовательность событий. У Антигона было несколько причин для захвата набатеев, которые проживали на территории Идумеи и Заиорданья. Существует несколько версий относительно его планов. Возможно, Антигон хотел наказать набатеев за их помощь Птолемею, получить контроль над торговыми путями, а также сухопутной дорогой между Египтом и Вавилоном. Также не исключено, что набег носил сугубо грабительский характер против богатого племени набатеев, земли которых находились на пересечении торговых путей.
Первая экспедиция из 4 тысяч пеших воинов и 600 всадников под командованием Афинея была уничтожена, так как военачальник не озаботился должной охраной лагеря. Набатеи напали на незащищённый и спящий лагерь, когда войско возвращалось домой с богатой добычей. После этого Антигон сформировал ещё один экспедиционный корпус из 4 тысяч пеших воинов и 4 тысяч всадников, военачальником которых назначил Деметрия. В отличие от Афинея, который смог неожиданно захватить главный город набатеев Петру, Деметрий был обнаружен вражескими часовыми в самом начале похода. Через несколько дней он достиг Петры, где обнаружил сильный гарнизон. Неспособные к ведению боевых действий жители, напротив, вместо со скотом, ушли в пустыню. Деметрий совершил безуспешную попытку штурма, после чего согласился на переговоры. Набатеи согласились преподнести ему «ценные подарки», после чего был заключён мирный договор.
На обратном пути Деметрий исследовал Мёртвое море и добычу в нём природного асфальта. По возвращении, Антигон упрекнул сына за то, что Деметрий оставил набатеев безнаказанными, а также сделал их смелее. Несмотря на своё недовольство результатами походов в Набатею, Антигон отказался от их покорения, что было связано с необходимостью вести войну с Селевком на востоке своей державы.

### Вавилонская война

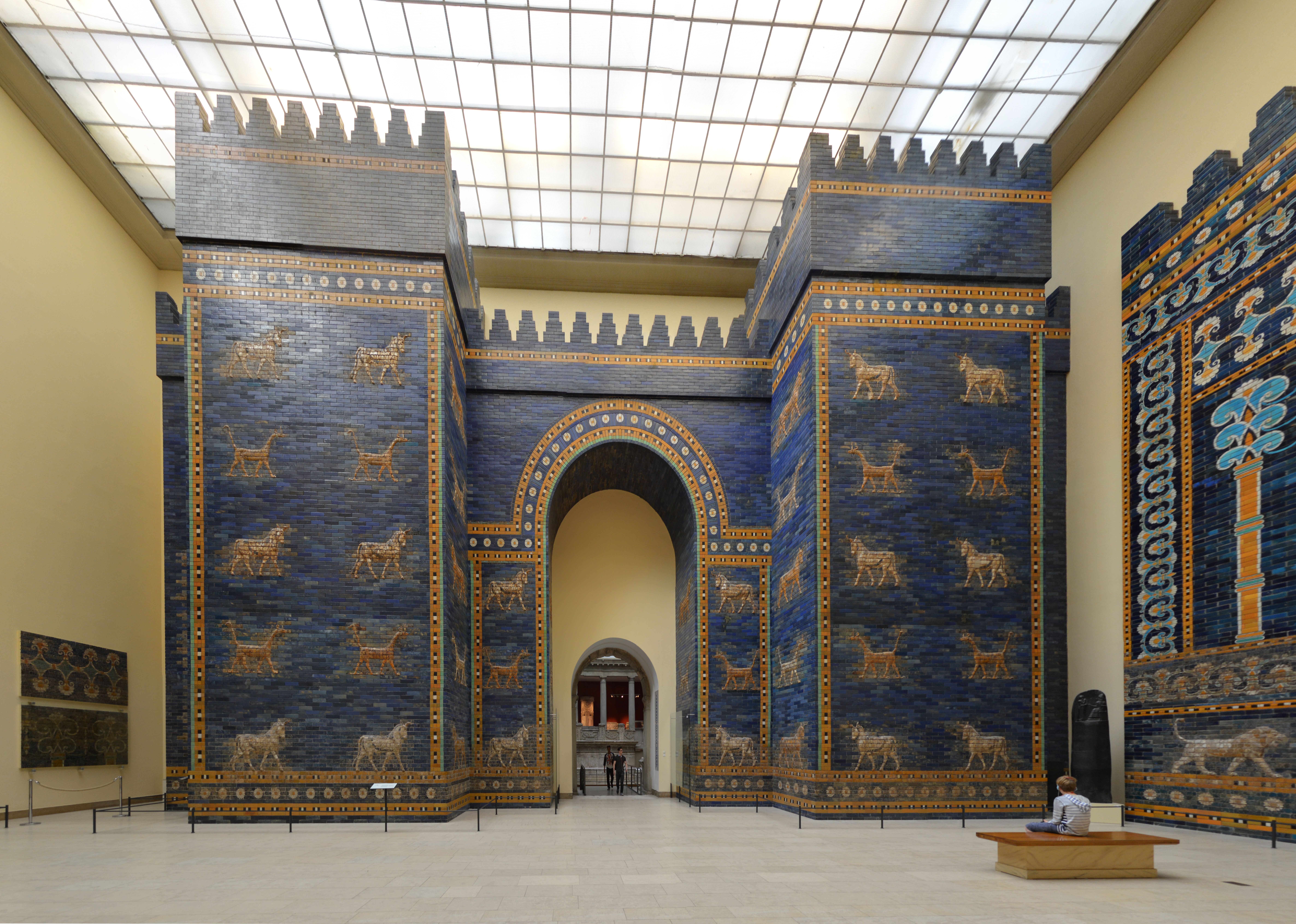
Часть вавилонских Врат Иштар в Музее Передней Азии. Берлин

Следующей задачей Деметрию со стороны Антигона стал поход к Вавилону, который на тот момент захватил Селевк. В историографии существуют противоречия относительно даты начала похода. В научных статьях она варьирует от 312 до 310/309 годов до н. э. К моменту вторжения войска Деметрия в Вавилонию Селевк был занят военными действиями в Персиде и Мидии. Руководить гарнизоном в Вавилоне он поручил одному из своих ближайших друзей Патроклу. Патрокл эвакуировал население, а сам с имеющимися незначительными силами совершал манёвры по области, «используя русла рек и каналов как защиту, … наблюдая за врагом и время от времени отправлял весть в Мидию Селевку о том, что происходило, и настоятельно просил его прислать помощь как можно скорее». Основное войско находилось с Селевком и, соответственно, Патрокл не имел какой-либо возможности победить Деметрия в открытом бою. Он также не мог организовать сопротивление во всём Вавилоне и ограничился организацией обороны лишь в двух крепостях. Возможно, именно к этому времени относится фрагмент из трактата Арриана «Индика» о помощи Птолемея Селевку. Правитель Египта отправил в Вавилонию войско, которое на верблюдах за восемь дней пересекло пустыню Аравийского полуострова. Британский историк Д. Грейнджер подчёркивал, что, учитывая обстоятельства и особенности этого марша, помощь Птолемея не могла быть значительной.
Оба войска испытывали трудности. Патрокл страдал от незначительности сил и необходимости эвакуировать жителей города, Деметрий — от враждебности местного населения и отсутствия подкреплений. В конечном итоге Деметрию удалось захватить одну из цитаделей, однако вскоре он был вынужден отступить на запад, предварительно ограбив окрестности, оставив во взятой крепости войско в 5 тысяч воинов и тысячу всадников под командованием Архелая. Через некоторое время в Вавилонию вернулся Селевк и деблокировал Вавилон.

### Между Вавилонской войной и походом в Грецию
Жизнь Деметрия Полиоркета в 310—308 годах до н. э. практически не отображена в источниках. События этого периода его жизни упомянуты всего в трёх фрагментах трудов античных авторов — один у Диодора Сицилийского, один у Плутарха и один в византийском энциклопедическом словаре «Суда». К этому времени относятся военные действия Птолемея в тех областях Малой Азии (Ликия, Кария и Киликия), которые входили в державу Антигона, а также в примыкающих к его владениям областях (Кипр и острова Эгейского моря).
Диодор Сицилийский и Плутарх упоминали успешные действия Деметрия в Карии и Киликии. Согласно Плутарху, он смог захватить Галикарнас и изгнал войско Птолемея под командованием Леонида из Малой Азии. В описываемое время Птолемей решил воспользоваться ослаблением Антигона в ходе Вавилонской войны против Селевка. Также, против Антигона восстали некоторые его военачальники, в том числе Полемей и Феникс. Историкам неизвестны все детали этой военной кампании Деметрия, однако несомненно, что ему сопутствовал успех. В эти тяжёлые для Антигона годы Деметрий смог сохранить владения своего отца в Малой Азии и подавить восстания против его власти в регионе.

### Поход в Грецию. «Освобождение» Афин

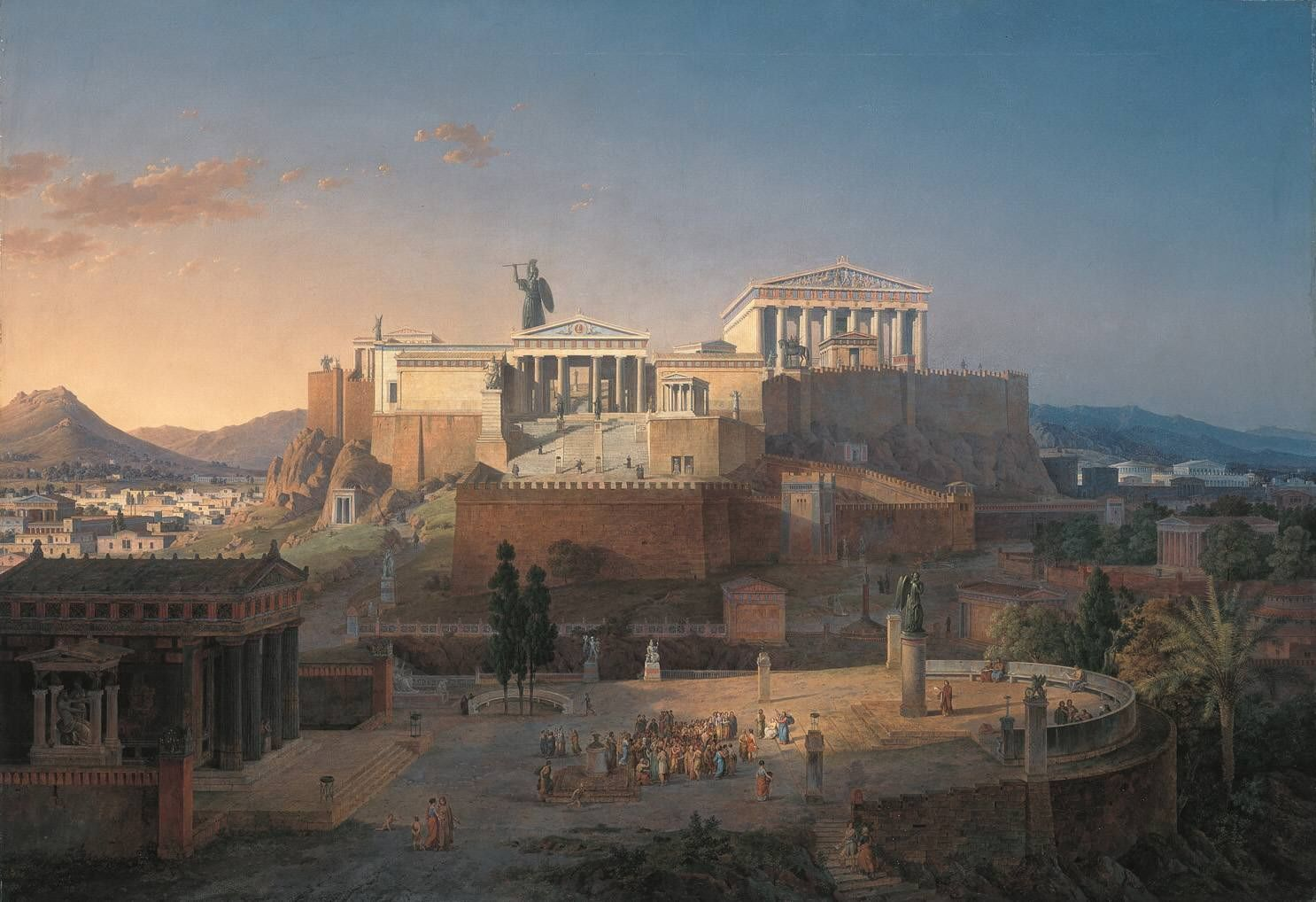
«Афинский акрополь», Лео фон Кленце, 1846. Новая пинакотека, Мюнхен, Германия

В начале 307 года до н. э. Деметрий отплыл из Эфеса на 250 кораблях в военный поход. Экспедиция была удачной. Сначала Деметрий доплыл до Афин, в которых правил промакедонский тиран Деметрий Фалерский. Корабли Деметрия Полиоркета, которые приняли за флот Птолемея, свободно вошли в гавань. Комендант македонского гарнизона Дионисий не смог удержать городские стены и был вынужден бежать в рядом расположенную крепость Мунихий. После того как Афины были взяты, Деметрий с войском последовал к Мегаре, в которой стоял гарнизон правителя Македонии Кассандра. С осадой и штурмом этого города связано два исторических анекдота. Согласно Плутарху, Деметрий чуть не попал в плен, так как не устоял перед предложением встретиться с Кратесиполидой, которая славилась своей красотой. Во время тайной встречи Деметрий услышал шум и чудом, в одном плаще на голое тело, ускользнул от преследователей. В Мегаре жил знаменитый философ Стильпон. После разграбления города Деметрий вспомнил о знаменитом философе. Он предложил возместить все убытки, на что получил ответ: «Я не видел никого, кто бы уносил [моё] знание». На фразу Деметрия о том, что он оставляет Мегару свободной, Стильпон заметил: «Что правда, то правда: ты не оставил нам ни одного раба». Сенека дополняет биографию Стильпона утверждениями, что во время захвата города погибли жена и дети философа, а Деметрию он ответил: «Все моё благо со мною!»
После захвата Мегары Деметрий вернулся к осаждённой Мунихии. В течение непрерывного штурма в течение двух дней крепость была взята. Гарнизон сложил оружие, а комендант Дионисий попал в плен. Согласно византийскому энциклопедическому словарю X века «Суда», Деметрий Полиоркет приговорил Дионисия к смерти. Одновременно, он приказал разрушить крепость. В данном случае казнь Дионисия, по мнению австралийских историков П. Уитли и Ш. Дюнн, была предостережением Деметрия относительно последствий сопротивления, а разрушение крепости — знаком доверия к афинскому демосу.
После освобождения от македонской гегемонии афиняне приняли Деметрия с ликованием. Один из афинских политиков Стратокл предложил оказать Деметрию особые почести. Диодор Сицилийский и Плутарх по-разному описывают их детали. Диодор упоминает возведение позолоченных статуй Антигона и Деметрия на Агоре рядом со статуями тираноубийц Гармодия и Аристогитона; посвящение им алтаря с надписью «Сотерам» («Спасителям»); учреждение ежегодного празднества с агонами, жертвоприношениями и торжественными шествиями; учреждение двух новых фил — Антигониды и Деметриады; решение выткать на священном пеплосе Афины изображения Антигона и Деметрия, а также дарование обоим правителям золотых венков стоимостью в двести талантов. Плутарх упоминает об образовании новых фил, возведении алтаря и помещении изображений Антигона и Деметрия на пеплос Афины, а также приводит ещё девять почестей, среди которых возведение жертвенника на том месте Аттики, куда впервые ступил Деметрий, замену «послов» к Антигону «феорами» (до этого религиозная должность), а архонтов-эпонимов — жрецами «спасителей». При сопоставлении свидетельств двух авторов, историки отдают предпочтение информации из «Исторической библиотеки» Диодора, а не «Сравнительных жизнеописаний» Плутарха, которые, по их мнению, в данном вопросе не заслуживают доверия.

### Битва при Саламине на Кипре. Поход в Египет

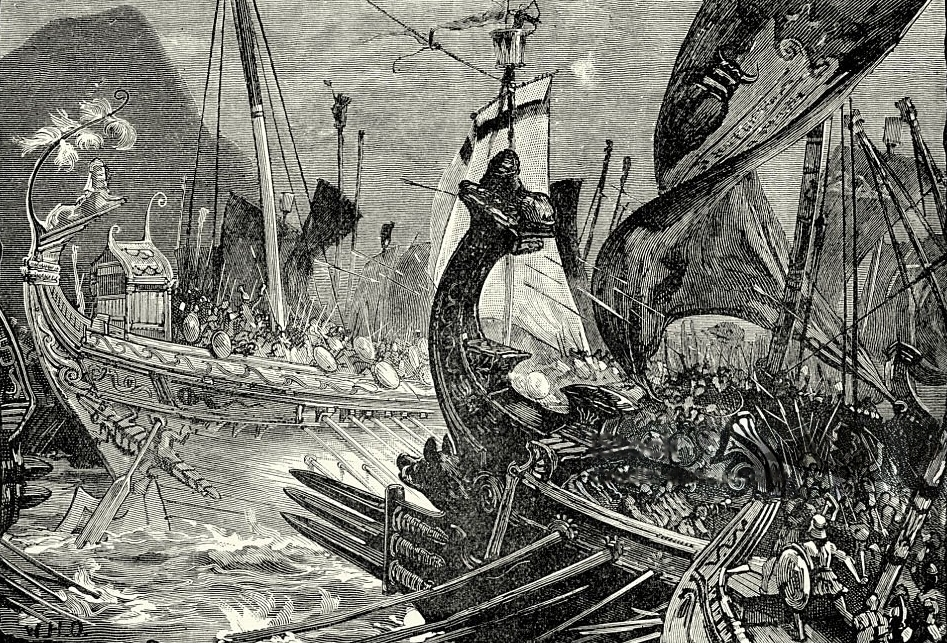
Греческие корабли во время битвы при Саламине на Кипре. Гравюра 1882 года

Деметрий не смог должным образом насладиться результатами побед, так как гонец от Антигона потребовал от него срочно покинуть Грецию и со всем своим флотом отправиться к Кипру, чтобы вести войну с Птолемеем. Мотивы Антигона, который не дал возможности сыну полностью подчинить Грецию и ослабить правителей Македонии Кассандра и Египта Птолемея, остаются неясными. Согласно предположению И. Г. Дройзена, Антигон ожидал вторжения войска Птолемея в собственные владения и хотел нанести превентивный удар. Деметрий отплыл в Карию, где попытался уговорить родосцев присоединиться к походу. Жители острова ответили отказом и предпочли сохранять нейтралитет. После этого Деметрий направился в Киликию, где набрал дополнительные войска, после чего отплыл на Кипр.
В 306 году до н. э. Деметрий прибыл на Кипр c 15 тысячами воинов и 400 всадниками. Он высадился на полуострове Карпас возле города Карпасия на северо-восточном побережье острова. Вытащив на берег корабли, воины окружили лагерь частоколом и глубоким рвом. После этого в ходе набегов были захвачены поселения Урания и Карпасия. Брат Птолемея Менелай выступил навстречу войску Деметрия с 12 тысячами воинами и 800 всадниками. В последовавшем сражении Менелай проиграл, потерял тысячу человек убитыми и три тысячи пленными, и был вынужден с остатками своего войска укрыться за стенами Саламина, после чего началась осада города.
После полученных новостей из Саламина Птолемей во главе своего флота отплыл из Александрии. Высадившись в районе города Пафос, он получил дополнительные корабли от вассальных кипрских городов. Собрав под своими знамёнами 140 квадрирем и квинквирем и более 200 транспортных кораблей, он отплыл к Китиону (нынешняя Ларнака). Там он отправил гонцов к Менелаю с просьбой выслать из Саламина 60 кораблей, которые усилили бы основной флот Птолемея. От Китиона флот выдвинулся к Саламину в ускоренном режиме, надеясь успеть прибыть до его падения и объединить флоты с Менелаем. Деметрий, в свою очередь, сделал необходимые приготовления для предстоящего сражения — снабдил корабли метательными снарядами и баллистами и установил на носах достаточное количество катапульт для метания стрел, а также укомплектовал команды кораблей лучшими воинами.
Перед сражением преимущество было у Птолемея. Его флот как по опыту, так и по численности судов превосходил противника. Птолемей также надеялся на 60 кораблей в гавани Саламина, которые могли прийти на помощь основному флоту и ударить по кораблям Деметрия с тыла. Согласно Плутарху, Птолемей предложил Деметрию «убраться вон», на что получил не только отказ, но и требование забрать свои войска из Коринфа и Сикиона. Античный историк писал: «Борьба [между Деметрием и Птолемеем] неопределённостью своего исхода держала в напряжённом ожидании не только самих противников, но и каждого из остальных властителей, ибо ясно было, что успех отдаёт в руки победителя не Кипр и не Сирию, но верховное главенство».
Согласно Диодору Сицилийскому, Деметрий приказал Антисфену с десятью пентерами перекрыть самое узкое место выхода из гавани Саламина. В его задачу входило не допустить прорыва шестидесяти саламинских судов к основным силам Птолемея во время сражения. Флот Деметрия, который участвовал в битве, насчитывал 108 кораблей. Левое крыло состояло из семи финикийских семирядных кораблей и тридцати афинских тетрер в первом ряду под командованием Медия. За ними Деметрий поставил десять шестирядных кораблей и столько же пентер. В центре поместили самые лёгкие корабли под командованием Фемисона Самосского и Марсия.
Битва состоялась весной или летом 306 года до н. э. Оба военачальника усилили левые фланги и ослабили правые. Птолемей надеялся прорвать линию судов Деметрия и деблокировать Саламин, а также отрезать силы соперника от берега. Деметрий, напротив, хотел прижать левый фланг и центр Птолемея к берегу, на котором располагались его войска. Находясь на борту гептеры, Деметрий активно участвовал в схватке, в ходе которой трое его телохранителей были ранены. Ему удалось разбить правое крыло противника и обратить в бегство корабли, находившиеся на фланге. В то же время Птолемей смог нанести серьёзный урон, но, увидев разгром своего левого фланга, решил отступать к Китиону.
В это время 60 кораблей из Саламина под командованием наварха Менетия смогли прорвать блокаду Антисфена, но прибыли лишь к окончанию битвы, так что им пришлось немедленно возвращаться назад. Таким образом, Антисфен, хоть и не смог удержать саламинские корабли в гавани, выполнил поставленную задачу, не дав им возможности вступить в битву и переломить её ход. По словам Диодора, Птолемей потерял бо́льшую часть своего флота, а его противник сумел захватить 8 тысяч человек на 100 транспортных кораблях, 40 нетронутых и 80 повреждённых боевых кораблей. Во флоте Деметрия было повреждено 20 военных кораблей, которые после соответствующего ремонта вернулись в строй. Плутарх сообщает о том, что правитель Египта смог сохранить только 8 кораблей, оставив победителю 70 кораблей, рабов, сокровища и часть своих приближённых. Среди них была гетера Ламия, ставшая любовницей Деметрия, и сын Птолемея Леонтиск.
После поражения Птолемея Менелай сдал город Деметрию. Вслед за Саламином другие города Кипра также признали верховную власть Деметрия. Согласно Юстину, победитель великодушно отпустил Менелая и других близких Птолемею людей, в том числе и сына Леонтиска, в Египет. Сражение имело также пропагандистский эффект, так как превратило Деметрия в авторитетного и овеянного славой военачальника. В этом контексте показательным является подарок Деметрия Афинам за их вклад в победу (на стороне Деметрия сражались 30 афинских судов с командами). Он отправил в город 1200 трофейных доспехов для помещения в храмы или раздачи бедным, тем самым повторив действия Александра, который после одной из побед над персами подарил Афинам 300 трофейных доспехов. После победы Антигон принял титул «царь» и даровал его своему сыну Деметрию.
Антигон и Деметрий не смогли развить успех при Саламине. К осени Антигон собрал войско в более чем 80 тысяч воинов, 8 тысяч всадников и 83 слонов, а также флот из 150 боевых и 100 транспортных кораблей. С этими силами он выступил на юг. Сам Антигон командовал войском, в то время как Деметрий — флотом. С этими силами, несмотря на шторм и необходимость пересекать пустыню, Антигон достиг Нила. Птолемей постарался подкупить войско Антигона. Антигон смог остановить массовый переход лишь жестокими пытками и казнями дезертиров. Флот Деметрия попал в бурю и потерял много кораблей. В силу как природных причин, так и вследствие хороших оборонительных сооружений Птолемея на берегу Нила, Антигон не смог преодолеть реку. Он не захотел повторить ошибку Пердикки, который в ходе неподготовленного форсирования реки потерял большую часть войска, что вызвало недовольство и заговор военачальников. В то же время он не мог держать на берегу громадное войско. На военном совете было принято решение отступить.

### Осада Родоса

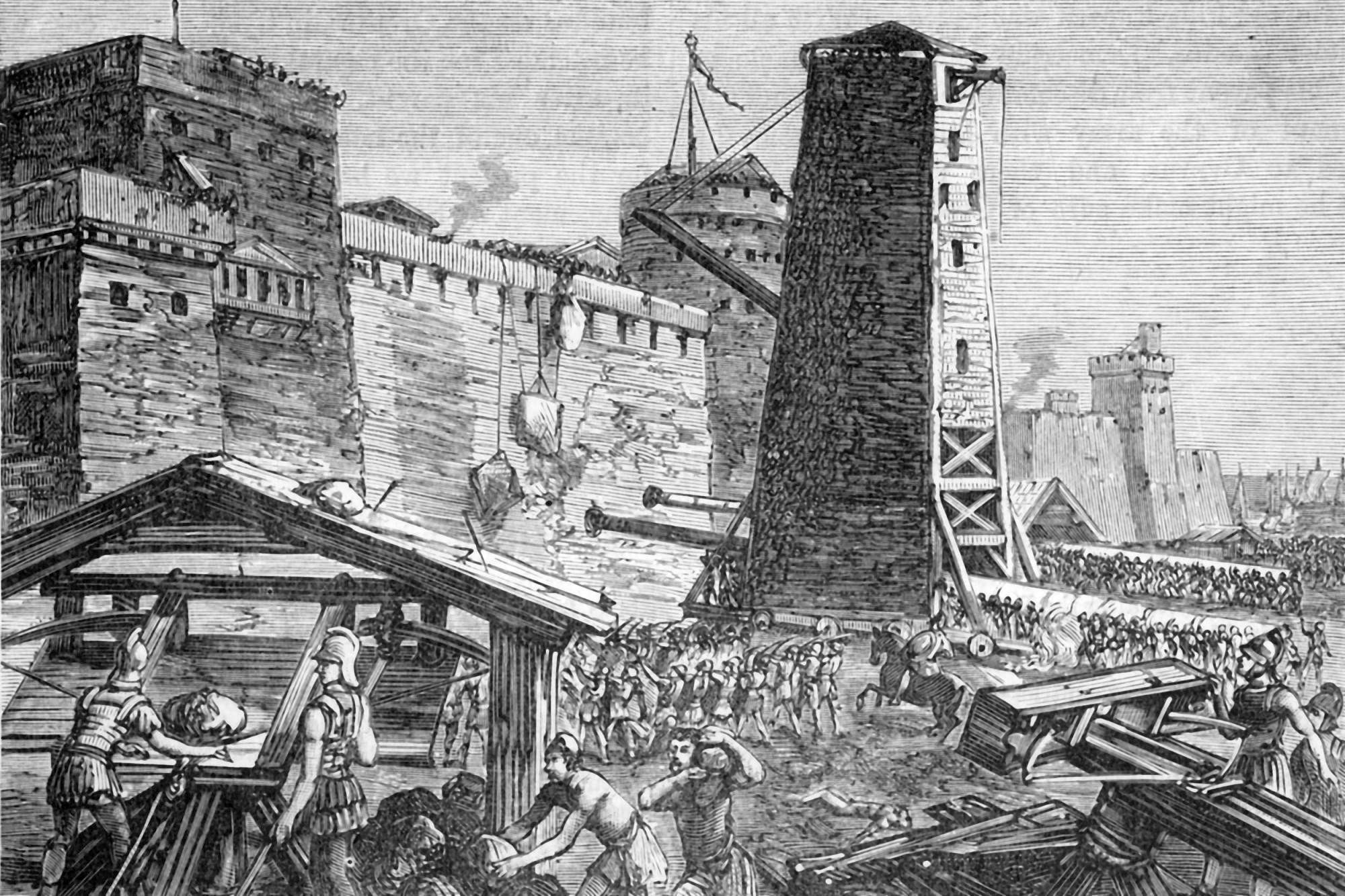
Атака городских стен Родоса. Гравюра 1882 года

В контексте противостояния с Птолемеем Антигону было нужно получить контроль над Родосом. На тот момент Родос являлся важным торговым центром, через который проходили торговые пути. В условиях войны между Антигоном, который владел Малой Азией и Келесирией, с Птолемеем и правителем Вавилона и Верхних сатрапий Селевком, товары из Индии, Аравии, Вавилона шли через земли набатеев в Александрию, откуда доставлялись в Родос, а затем в Грецию, Македонию, Карфаген и Италию. Торговые пошлины были одним из главных источников доходов для Птолемея. В этих условиях контроль над Родосом был крайне важен для Антигона.
Антигон отправил посольство на Родос с требованием прекратить торговлю с Египтом и вступить с ним в антиптолемеевский союз ещё в 306 году до н. э. Родосцы пытались оттянуть начало войны, направляя посольства к Антигону и Деметрию. В конечном итоге, по поручению Антигона, в конце лета — начале осени 305 года до н. э. из гавани Лоримы в Карии к Родосу вышел флот Деметрия, который, согласно Диодору, насчитывал 200 военных и 170 вспомогательных судов с 40 тысячами воинов.
На первом этапе осады Деметрий постарался организовать морскую блокаду Родоса, что привело бы к прекращению морских поставок в город. По приказу Деметрия на соединённые в единую конструкцию суда установили баллисты, катапульты и осадные башни. Родосцы, в свою очередь, также установили на городских стенах и молах катапульты. В ходе упорного противостояния и многочисленных штурмов в течение нескольких недель родосцы выстояли. Они смогли захватить в плен более четырёхсот воинов, которые высадились на один из городских молов. Корабли с башнями и катапультами были частично уничтожены во время морских вылазок, а частично пострадали от шторма. Вскоре после провала попытки Деметрия организовать морскую блокаду в Родос прибыло первое подкрепление: пятьсот человек от Птолемея (в основном, родосцы, бывшие у него на службе) под командованием Афинагора и сто пятьдесят из Кносса.
После серии неудач в штурмах с моря Деметрий решил захватить Родос с суши. Для этой цели Эпимах сконструировал громадную осадную башню-гелеполу, которая своими размерами поразила современников. Эту башню в различных вариациях описывали сразу несколько античных авторов. Конструкция, которую в течение зимы 305/304 года до н. э. сооружали 30 тысяч воинов, представляла собой укреплённую подвижную башню высотой в несколько десятков метров. Афиней Механик давал следующие её характеристики — около 40 метров в высоту и 22 метра в ширину, способность выдержать удары камней весом в 3 таланта (около 120 кг). Эту конструкцию весом около 150 тонн приводили в движение более трёх тысяч воинов.
Родосцы, в свою очередь, построили внутреннюю вторую стену параллельно внешней, которая, по их мнению, была недостаточно прочной. Также они отправили три группы кораблей под командованием Дамофила, Менедема и Аминты, с приказом «плыть в любом направлении» и нарушать снабжение вражеского войска и подвоз необходимых для постройки осадных орудий материалов. Всем трём военачальникам сопутствовал успех. Менедем, кроме трофеев, которые имели военное значение, захватил корабль с царскими регалиями и личными вещами Деметрия. Всё это было отправлено в Египет Птолемею. Таким образом родосцы признавали царский титул Птолемея и позволяли ему загладить поражение от Деметрия Полиоркета при Саламине на Кипре в 306 году до н. э. Согласно Плутарху, этот инцидент чрезвычайно разозлил Деметрия, который, впрочем, не воспользовался представившейся ему вскоре возможностью отомстить родосцам. Когда в его руки попала картина Протогена со сценами из истории Иалиса, на которую знаменитый художник потратил семь лет своей жизни, Деметрий пошёл навстречу родосцам, которые умоляли его сохранить произведение. Родосцы, в свою очередь, на Народном собрании отказались сносить городские статуи Антигона и Деметрия.
Одновременно с работами по постройке гелеполы сапёры Деметрия начали делать подкоп под городскую стену. Родосцы узнали о планах врага от одного из перебежчиков, после чего выкопали глубокую траншею около стены и обнаружили место подкопа. К этому времени относится попытка Деметрия захватить город с помощью изменников. Он связался с командиром присланных Птолемеем наёмников Афинагором с предложением перейти на его сторону и помочь захватить город. Афинагор притворно согласился и даже назначил место встречи, где можно было бы обсудить детали очередного штурма. Деметрий отправил на встречу военачальника Александра. Однако Афинагор раскрыл детали переговоров с Деметрием на заседании городского совета. Александра схватили, а Афинагора увенчали золотой короной.
К весне 304 года до н. э. подготовительные работы были завершены. Штурм начался одновременно со всех сторон. Под ударами осадных машин рухнула самая большая стена Родоса, за которой до этого уже была построена новая. К Родосу своевременно подошли грузовые корабли от противников Деметрия — Лисимаха и Кассандра, снабдив родосцев всем необходимым для продолжения борьбы. Штурм стен чередовался с вылазками родосцев, к которым подошло подкрепление в 1,5 тысячи человек под командованием Антигона (тёзки отца Деметрия) от Птолемея. На кораблях, которые доставили войско в осаждённый с суши город, также было много зерна и других припасов. Помощь Птолемея пришлась очень кстати, так как обе стороны были истощены многомесячной осадой. Египетский царь обещал ещё три тысячи воинов, если Родос не примет условия капитуляции Деметрия Полиоркета и продолжит сопротивление.
На этом фоне Деметрий начал переговоры с родосцами и заключил перемирие, однако до окончательного мира совершил ещё одну попытку захватить город. Он отобрал из своего войска 1500 воинов, которые ночью проникли через брешь в стене в город. Они смогли захватить театр. В городе началась паника, однако магистраты приказали воинам находиться на стенах, чтобы противостоять возможным атакам извне. С большим трудом родосцам удалось уничтожить отряд, который проник в город.
Трудностями Деметрия во время осады Родоса воспользовались враги Антигона. Правитель Македонии Кассандр начал покорять греческие города и занял Беотию. В 304 году до н. э. его войска опустошили Аттику и захватили ряд аттических крепостей, а также остров Саламин. Афины, которые Деметрий Полиоркет освободил от македонской гегемонии в 307 году до н. э., оказались блокированы. На этом фоне к Деметрию на Родос прибыли послы из Афин, Этолийского союза и полисов Пелопоннеса с просьбой о помощи. Они подчёркивали, что без скорой помощи Афины, а затем и другие греческие города будут захвачены македонянами. Отец Деметрия Антигон также решил, что осаду пора прекращать. Он отправил гонцов к сыну с приказом заключить с родосцами мирное соглашение. Родосцы, которые сами были утомлены осадой, также были рады возможности заключить мирный договор. По его условиям Родос сохранял свою самостоятельность. Остров становился союзником Антигона против всех, кроме Птолемея. Также родосцы соглашались выдать Деметрию сто заложников.

### Второй поход в Грецию
Из Родоса флот Деметрия отплыл в Грецию и, предположительно в августе 304 года до н. э., причалил к Авлиде в Беотии. Затем он захватил Халкиду на Эвбее и, возможно, Ороп, изгнав оттуда беотийские гарнизоны. Затем, согласно Плутарху, Деметрий «преследовал бегущего до самых Фермопил [Кассандра], нанёс ему там ещё одно поражение и занял Гераклею, добровольно к нему присоединившуюся. После этой победы шесть тысяч македонян перебежали на сторону Деметрия». Также на фоне военного поражения Кассандра, беотийцы отказались от дальнейшей военной поддержки македонского царя.
По пути назад в Афины Деметрий захватил аттические крепости Филу и Панакт, в которых стояли гарнизоны Кассандра. Плутарх писал, что во время этой кампании Деметрий также занял западный порт Коринфа на берегу Саронического залива Кенхреи. В изложении Диодора Сицилийского, взятие Кенхрей следует отнести к кампании следующего 303 года до н. э. Вне зависимости от того, когда Деметрий занял Кенхреи, он изгнал войска Кассандра из Аттики и спас Афины от завоевания. С приближением зимы Деметрий триумфально вернулся в Афины. Среди прочих почестей, ему выделили для жилья внутреннюю часть Парфенона, главного храма в честь богини Афины. Оргии, которые Деметрий устраивал в священном месте с гетерами, либо слухи о таковых, затрагивали религиозные чувства древних греков.
В начале 303 года до н. э. Деметрий с войском отправился в Пелопоннес. В описываемое время в Коринфе стоял македонский гарнизон под командованием военачальника Препелая. Однако, вместо осады Коринфа, Деметрий из Кенхрий направился на запад к Сикиону, где находились войска Птолемея под командованием Филиппа. В античных источниках приведены различные и противоречивые детали захвата города. Плутарх писал, что Деметрий «очистил Сикион, Аргос и Коринф от сторожевых отрядов, подкупив солдат и начальников взяткою в сто талантов». Диодор Сицилийский и Полиэн приводят другую последовательность событий. В Кенхреях Деметрий стал проводить время, «предаваясь удовольствиям и роскоши». Тем самым он усыпил бдительность сикионцев. Однако в это время военачальник готовился к внезапной атаке на город. В Коринфском заливе он собрал флот, а также отправил отряд наёмников под командованием Диодора, которому было поручено обойти Сикион. В обозначенный день Сикион был атакован с трёх сторон: флот напал на сикионскую гавань, отряд Диодора — с запада из Пеллены, основное войско Деметрия — с востока из Кенхрей. Таким образом войско Деметрия прорвалось за городские стены, а гарнизон Филиппа бежал в акрополь. Филипп согласился покинуть центральную городскую цитадель при условии, что ему и его людям дадут возможность беспрепятственно отплыть в Египет. Сам город был переименован в Деметриаду.
После захвата Сикиона Деметрий обратил внимание на Коринф, в котором на тот момент находился гарнизон Кассандра под командованием Препелая. Полиэн приводит детали успешного штурма Деметрием Коринфа. В городе были предатели, которые пообещали Деметрию открыть ворота. Для отвлечения внимания основных сил гарнизона войска Деметрия начали штурм Лехейских ворот. В это же время один из отрядов, не встречая сопротивления, зашёл в город по другой дороге. Гарнизон Препелая бежал в Сисифион и Акрокоринф, но вскоре был вынужден сдаться. Диодор Сицилийский писал, что «Препелай, с позором изгнанный из Коринфа, удалился к Кассандру».
После взятия Коринфа Деметрий продолжил завоевательный поход по Пелопоннесу. Вначале он направился на запад в Ахайю, где штурмом взял Буру и за несколько дней захватил Скирос. Затем Деметрий повернул на юг в Аркадию. Когда его войско подошло под стены Орхомена, комендант гарнизона Стромбих не только отказался сдать город, но и «излил много брани в оскорбительной форме» в адрес Деметрия. Царь был вынужден подвести осадные машины, с помощью которых пробил брешь в стене и взял город штурмом. Стромбих вместе с восьмьюдесятью сподвижниками был распят у городской стены.
П. Уитли и Ш. Дюнн отмечали, что эпизод со Стромбихом был первым, где Деметрий проявил жестокость, — качество, характерное для его отца Антигона. Казнь Стромбиха имела соответствующий пропагандистский эффект. Коменданты гарнизонов других городов предпочли сдаться, так как не ожидали помощи, не хотели повторить судьбу Стромбиха и были поражены осадными машинами Деметрия. Таким образом под власть Деметрия перешли Аргос, Трезен и Эпидавр. Брат Кассандра Плистарх, который со своим войском находился в Арголиде, не смог организовать сопротивление и бежал. Официально свой побег он объяснил ночным видением Аполлона, который приказал ему вернуться в Македонию.
После победной пелопоннесской кампании Деметрий вернулся в Афины. К этому времени П. Уитли и Ш. Дюнн относят историю с Элевсинскими мистериями, которая поразила современников своим цинизмом. После прибытия в Афины, Деметрий захотел быть немедленно посвящённым в Элевсинские мистерии. Для этого надо было пройти три ступени посвящения. В месяце антестерионе допускали к малым таинствам, через полгода в боэдромионе — к великим, а ещё через год — к полноценным мистериям. Ведавший обрядом жрец Пифодор категорически отказался отходить от многовековой процедуры. Тогда, по предложению Стратокла, месяц мунихион этого года был законодательно объявлен антестерионом, затем — боэдромионом, после чего Деметрий получил право быть допущенным к великому посвящению. Такой фарс с религиозными церемониями оскорбил многих афинян.
Вслед за этим, предположительно во время Истмийских игр 302 года до н. э., было объявлено о создании Панэллинской лиги, а Деметрий был провозглашён «вождём Эллады как прежде Филипп и Александр». Политически Панэллинская лига представляла собой направленный против Кассандра военный союз между греческими городами и державой Антигона, стратегом которой становился Деметрий.
Деметрий собрал войско для похода на Кассандра. Македонский царь в свою очередь занял горные проходы у Фермопил, что заставило Деметрия отказаться от сухопутного похода. Флот Деметрия поплыл по побережью в направлении Фессалии. По пути он захватил Ларису Кремасте, Антрон и Птелеон. Войско Деметрия, которое, согласно Диодору Сицилийскому, насчитывало 56 тысяч пеших воинов и 1500 всадников, высадилось в Фессалии. Ему противостоял Кассандр с 29 тысячами пеших воинов и 2 тысячами всадников. Дальнейший ход событий в античных источниках описан путано и предполагает различные толкования. По мнению П. Уитли, Деметрий создал лагерь в Алосе, в то время как главными опорными пунктами Кассандра стали Феры и Фтиотидские Фивы. П. Уитли считал, что Деметрий смог перекрыть дороги к Ферам, в результате чего гарнизон Кассандра был вынужден сложить оружие. Деметрий был близок к полному уничтожения войска македонского царя, но в это время к нему прибыли гонцы от Антигона с требованием немедленно прибыть в Малую Азию.

### Деметрий в Малой Азии

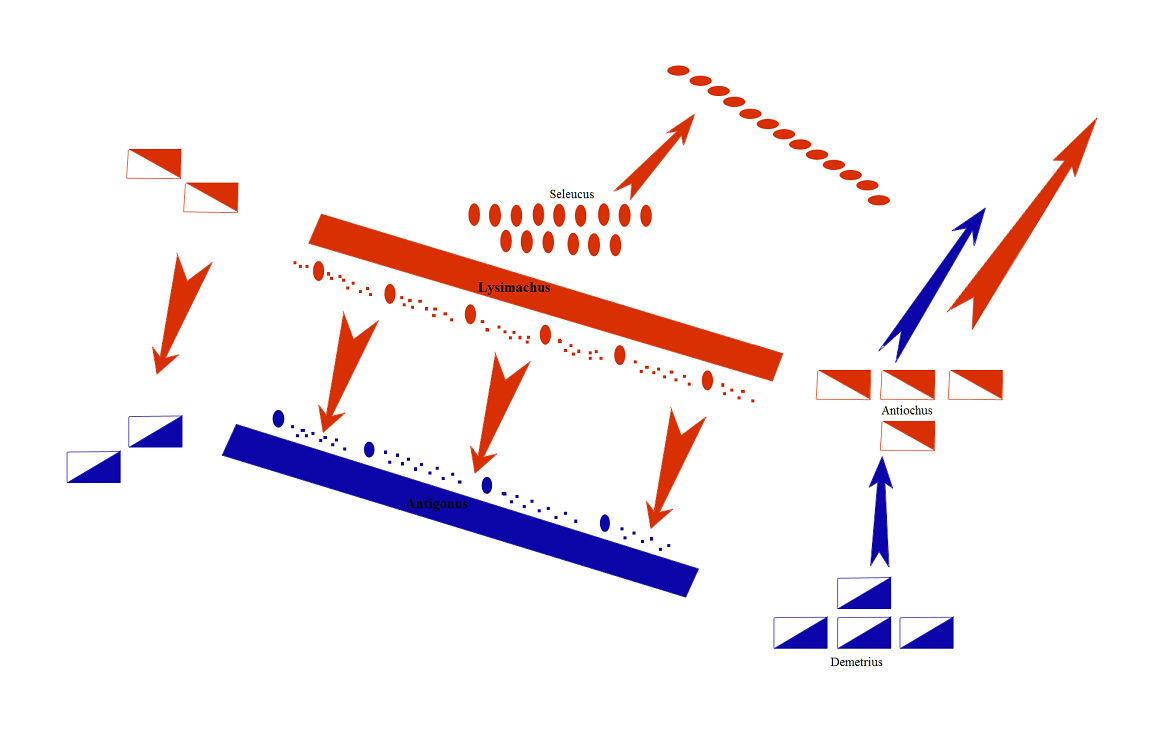
Схематическое изображение этапов битвы при Ипсе 301 года до н. э.

В то время как Деметрий завоёвывал Грецию, ситуация для Антигона складывалась весьма угрожающе. В Малую Азию вторглись войска Лисимаха и военачальника Кассандра Препелая. С востока на помощь противникам Антигона двигалось большое войско Селевка. Деметрий прибыл в Малую Азию морем и первым делом осадил Эфес. Гарнизон Препелая согласился сдать город, после чего Деметрий назначил фрурархом Эфеса Диодора, а также оставил в Клазоменах рядом с Эфесом войско под командованием Архестрата, после чего направился к Геллеспонту. Деметрий также вернул под контроль Антигона Лампсак и Парион. По окончании зимы 302/301 года до н. э. в Малой Азии находилось четыре войска. Деметрий со своими силами обосновал зимние квартиры возле Геллеспонта, Антигон — у Дорилея, Лисимах — в месте, где расположен современный город Болу, а Селевк — в Каппадокии. Все они весной или летом 301 года до н. э. встретились возле Ипса.
Согласно Плутарху, у Антигона было 70 тысяч воинов, 10 тысяч всадников и 75 слонов, в то время как в войске союзников — 64 тысячи воинов, 15 тысяч всадников, 120 боевых колесниц и 400 слонов, из которых на долю Селевка приходилось 20 тысяч воинов, большая часть конницы и все слоны. В центре обоих войск разместили фалангу, которую прикрыли с фланга конницей. Элитные отряды конницы Антигона возглавил Деметрий, которому с противоположной стороны противостоял сын Селевка Антиох. Союзники выставили около сотни слонов впереди, оставив основную их часть в резерве.
Битва при Ипсе проходила в два этапа. Вначале Деметрий атаковал фланг Антиоха. По словам Плутарха, «он [Деметрий] сражался великолепно и обратил неприятеля в бегство, однако слишком увлёкся преследованием». В это время Селевк развернул своих слонов таким образом, чтобы не дать возможности коннице Деметрия вернуться обратно к основным силам Антигона. На втором этапе конница Селевка начала обстреливать фалангу Антигона, не спеша вступать в сражение. Тем временем на другом крыле шёл ожесточённый бой между слонами Лисимаха и Антигона. Постоянный обстрел деморализовал фалангу Антигона. После того, как наёмники стали разбегаться и переходить на сторону Селевка, началось наступление фаланги союзников. Антигон до конца надеялся, что Деметрий вернётся и переломит ход сражения, однако тот так и не смог прорваться через заслон из слонов Селевка.
В фаланге Антигона началось повальное бегство. Согласно Плутарху, Антигон до самой смерти оставался на поле боя, ожидая помощи от сына. При реконструкции сражения остаётся открытым вопрос о том, был ли его ход заранее спланирован Селевком, либо военачальник принимал решения исходя из обстоятельств. По мнению израильского историка Б. Бар-Кохвы, задача по перекрытию слонами местности слишком сложна, чтобы её можно было бы выполнить без предварительного планирования. В таком случае бегство Антиоха было частью плана. В то же время, исходя из информации античных источников, нет никакого основания предполагать притворное отступление Антиоха. Деметрий после поражения отца смог беспрепятственно со всем своим войском в пять тысяч воинов и четыре тысячи всадников бежать в Эфес.

### Между битвой при Ипсе и воцарением в Македонии
Гибель Антигона привела к исчезновению его громадной державы, которая была разделена между другими диадохами. Деметрий сохранил контроль над греческими городами Малой Азии на побережье Эгейского моря, Кипром, а также хорошо укреплёнными крепостями в Финикии — Тиром и Сидоном.
Из Эфеса Деметрий предполагал отправиться в Афины, где находились одна из его жён, флот и казна. Однако при получении известий о поражении Антигона при Ипсе Народное собрание постановило «впредь не пускать ни одного царя внутрь городских стен». По сути этот указ объявлял Афины нейтральным государством и был неприкрытым отказом от помощи Деметрию. Афинские послы встретили Деметрия на пути в их город на одном из Кикладских островов. Новость о решении афинян стала для Деметрия ударом. Однако внешне он сохранил спокойствие, высказал сдержанные упрёки и потребовал свои корабли. Вслед за Афинами гарнизоны Деметрия изгнали и в других греческих городах. Лояльность к своему бывшему правителю сохранил Коринф.
Деметрий находился в тяжёлой ситуации, когда ему было необходимо сильное войско, однако не хватало ресурсной базы для его обеспечения. В течение нескольких лет он совершал грабительские набеги на владения Лисимаха, Птолемея и Кассандра, «удерживал от распадения собственное войско, которое мало-помалу вновь становилось грозною силой». Среди прочего им была захвачена царская сокровищница в Киинде, где, согласно Плутарху, находилась громадная сумма в 1200 талантов. К этому времени можно отнести упомянутые вскользь Плутархом и Евсевием Кесарийским осады Сол в Киликии и Самарии в Иудее.
Между 300 и 298 годами до н. э. дочь Деметрия от Филы Стратонику посватал Селевк. После сокрушительного поражения при Ипсе 301 года до н. э., союз с Селевком для Деметрия казался крайне выгодным. На момент помолвки Деметрий обладал хоть и относительно небольшим количеством городов на побережье, но эти хорошо укреплённые локации имели стратегическое значение, так как контроль над ними позволил бы в любой удобный момент Птолемею и/или Лисимаху начать вторжение в державу Селевка. Для Селевка свадьба со Стратоникой также давала возможность породниться с наиболее знатными македонскими семьями того времени, тем самым легитимизировав свои притязания на власть в Македонской империи, а также обезопасить границы своих владений. Стратоника была внучкой Антигона, чьи земли были завоёваны Селевком. Таким образом, свадьба с наследницей бывшего правителя Сирии, Малой Азии и других земель повышала лояльность жителей к новому правителю. Получив предложение Селевка, Деметрий с дочерью немедленно отплыли в Азию. Неподалёку от киликийского приморского города Росс состоялась шикарная свадьба.
При посредничестве Селевка произошло кратковременное примирение Деметрия и Птолемея, которое скрепляла помолвка Деметрия с дочерью Птолемея Птолемаидой. Однако союз между Деметрием, Селевком и Птолемеем быстро распался. Селевк потребовал от своего тестя выкупить у него укрепления в Киликии, а также уступить Тир и Сидон. На это Деметрий ответил, что «не только Ипс, но и ещё тысяча подобных поражений не заставят его платить за такого зятя». Впоследствии он всё же утратил эти земли, однако детали их захвата неизвестны.
Приблизительно в это же время, между 301 и 297 годами до н. э., власть в Афинах захватил Лахар. Однако его победа была неполной. Часть граждан, которыми, предположительно, руководил Олимпиодор, захватила Пирей — прибрежный город рядом со столицей. Этой смутой воспользовался Деметрий Полиоркет, который со своим войском не позже 296 года до н. э. прибыл в Аттику. Первая попытка завладеть городом была неудачной. Однако уже весной 295 года до н. э. он смог захватить острова Саламин и Эгину, а также укрепления Элевсина, Рамнунта и Мунихия. В блокированных с суши и с моря Афинах начался голод. В городе было созвано Народное собрание, которое постановило казнить каждого, кто заговорит о мире с Деметрием. Х. Хабихт считал, что Лахар «долго и храбро» противостоял искушённому в искусстве осады Деметрию Полиоркету. Г. Берве отмечал, что афиняне боялись мести со стороны Деметрия Полиоркета. Именно этот факт, а не любовь к Лахару, заставил их терпеть нужду и голод, а также принять решение о смертной казни любого, кто заговорит о сдаче города. Царь Египта Птолемей отправил на помощь Афинам 150 кораблей, однако они не смогли прорвать блокаду. Лахар, видя, что он не сможет выдержать осаду, был вынужден переодетым бежать в Фивы. После этого афиняне, около апреля 295 года до н. э., были вынуждены открыть городские ворота и сдаться.
После капитуляции афинский политик Дромоклид предложил передать Деметрию стратегически важные для Афин Пирей и Мунихий. Часть современных историков повторяют оценки Плутарха, считавшего Дромоклида лицемером, который в славословии и желании угодить Деметрию Полиоркету смог превзойти других ораторов; нечистым на руку политиком, который ставил желания покровителя выше интересов собственного полиса. Данное мнение не является превалирующим в современной историографии. Б. Г. Гафуров и Д. И. Цибукидис отмечали, что на момент предложения «подарить» Мунихий и Пирей завоевателю они и так находились в руках Деметрия Полиоркета. В этом контексте действия Дромоклида могли представлять собой тонкую политическую игру и даже быть предварительно согласованными с Деметрием и/или афинскими магистратами. После принятия декретов контроль Деметрия над стратегически важными для Афин крепостями стал представлять собой не их захват, а волю афинян. Условия мира для Афин были весьма мягкими. Согласно Плутарху, Деметрий «воздержался и от резкого тона, и от суровых слов, но, после недолгих и дружеских укоров, объявил им прощение, подарил сто тысяч медимнов хлеба и назначил должностных лиц, более всего угодных народу». Таким образом, декрет Дромоклида хоть внешне и мог выглядеть угодническим, был необходим для Афин в сложившихся условиях. В самом городе было сформировано марионеточное олигархическое правительство, а новым архонтом стал лояльный Деметрию Олимпиодор.
После окончания осады Афин весной 295 года до н. э. Деметрий Полиоркет совершил завоевательный поход в Лаконию. Плутарх упоминает поражение спартанцев в битве при Мантинее, после которого войско Деметрия направилось к столице. Полиэн приводит стратегему, которая, возможно, относится к битве при Мантинее. Когда спартанцы заняли позиции у подножия горы Лиркей, Деметрий отметил благоприятное направление ветра и поджёг лес. Сильные дым и пламя заставили спартанцев отступить, после чего на них напали воины Деметрия. Второе сражение между Деметрием и спартанцами произошло уже непосредственно рядом со Спартой. Согласно Плутарху, спартанцы потеряли убитыми двести и пленными пятьсот воинов. В ходе последовавшей осады город был близок к капитуляции, однако новости о захвате Кипра Птолемеем, Киликии и Финикии Селевком, Эфеса Лисимахом, а также о династическом споре между потомками Кассандра в Македонии заставили Деметрия спешно увести войско, которое было необходимым на других театрах военных действий. Спартанцы, которые были близки к полному поражению, стали преследовать уходящего врага. Для того, чтобы избежать преследования, Деметрий приказал собрать и поджечь повозки на узкой дороге, тем самым задержав спартанцев.

### Царь Македонии
В Македонии, после смерти Кассандра и его старшего сына Филиппа в 297 году до н. э., царями-соправителями стали Антипатр I и Александр V, регентом при которых была их мать Фессалоника. В 294 году до н. э. Антипатр I убил мать, а Александр V был изгнан. После этого он обратился за помощью к Пирру и Деметрию Полиоркету. Пирр со своим войском вторгся в Македонию, после чего потребовал от Александра V территориальных уступок. Согласно Плутарху, эпирский царь захватил македонские Паравею и Тимфею, а также подконтрольные македонянам Амбракию, Акарнанию и Амфилохию, где поставил свои гарнизоны, после чего «отобрал у Антипатра остальные владения», которые вернул Александру V.
Деметрий Полиоркет прибыл в Македонию в то время, когда Александр V уже не нуждался в его помощи. Их встреча произошла в Дионе в Пиерии. Присутствие в Македонии войска амбициозного Деметрия страшило малолетнего Александра V. Внешне он оказывал Деметрию Полиоркету соответствующие почести, однако между двумя царями нарастали взаимные подозрения. Согласно античной легенде, Деметрию донесли, что Александр V хочет его убить. Во время пира в Лариссе Деметрий приказал своим телохранителям убить царя. Один из приближённых к Александру македонян, согласно Плутарху, умирая, сказал, что Деметрий опередил их только лишь на день. Таким образом, согласно Павсанию, оказалось, что «Александр нашёл в Деметрии себе убийцу, а не союзника». Юстин, напротив, считал, что вся история с превентивным убийством Александра V, который замышлял ликвидацию Деметрия, являлась выдумкой самого Деметрия. Перед тем как занять македонский престол, новый царь должен был объяснить смерть своего предшественника на общевойсковом собрании. Деметрий был по происхождению македонянином, а также через Филу зятем Антипатра, который во время походов Александра в течение около 15 лет правил Македонией. Напуганные смертью Александра V македоняне утвердили Деметрия на общевойсковом собрании своим новым царём.
В Македонии, на границе с Фессалией, он основал Деметриаду на побережье Пагасейского залива. Одним из первых действий Деметрия в качестве царя Македонии было усмирение Беотии. В промежутке между 294 и 292 годами до н. э. «один из самых знаменитых и влиятельных в ту пору людей» Писид склонил фиванцев к восстанию. На помощь Писиду прибыл спартанский военачальник Клеоним. Однако, когда к столице Беотии Фивам прибыл Деметрий Полиоркет и начал осаду, то Клеоним бежал, а город сдался на милость победителя. Вопреки ожиданиям македонский царь не причинил Писиду ни малейшего вреда, а, напротив, после дружеской беседы назначил полемархом в Феспиях.
Следующей целью Деметрия после подчинения Македонии и Греции стала расположенная на северо-востоке Фракия. Царь Лисимах во время неудачного вторжения в страну гетов попал в плен к местному царю Дромихету, чем не преминул воспользоваться Деметрий. Он выступил в поход с целью вторжения во Фракию, однако повторное восстание в Беотии вынудило его развернуть войско и отправиться на юг. На этом фоне Дромихет решил освободить давнего врага Деметрия Лисимаха. Создание единого македоно-фракийского царства не соответствовало интересам гетов. Для них было выгодным продолжение непрерывных войн диадохов, что устраняло бы угрозу их завоевания со стороны македонян.
К тому времени как Деметрий достиг Беотии его сын Антигон Гонат, который находился в Греции, уже разбил повстанцев в открытом бою. Зимой 292/291 года до н. э. началась вторая осада Фив Деметрием. В это время с запада в Фессалию вторгся эпирский царь Пирр. Этот поход носил не только грабительский характер, но и мог отрезать войско Деметрия от Македонии с последующим нападением на Македонию. В связи с угрозой для своих основных владений Деметрий был вынужден с основным войском отправиться в Фессалию, оставив Антигона Гоната продолжать осаду Фив. Пирр предпочёл отступить, а Деметрий, оставив гарнизон в Фессалии, вернулся к Фивам. Осада этого города завершилась в конце 291 или начале 290 года до н. э. Вопреки ожиданиям, Деметрий проявил милосердие, казнив лишь тринадцать зачинщиков мятежа и поставив во главе города одного из своих подчинённых.
После покорения Фив Деметрий вернулся в Македонию и стал готовиться к очередной военной кампании против Пирра и Этолии. В это же время Пирр окончательно рассорился со своей супругой Ланассой, которая уехала на Керкиру. Пирр не решился на какие-либо решительные действия, так как опасался отца Ланассы, могущественного и престарелого царя Сицилии Агафокла. С Керкиры Ланасса отправила письмо Деметрию с жалобами на Пирра и предложением взять её в супруги. Агафокл поддержал дочь и согласился на брак. Цари обменялись посольствами и Деметрий для того, чтобы получить союзника в предстоящей войне, а также, возможно, надеясь стать одним из наследников престарелого Агафокла, согласился взять Ланассу в жёны.
Весной 289 года до н. э. Деметрий занял Этолию, жители которой покинули свои селения и ушли в горы. После этого Деметрий Полиоркет оставил в области большое войско под командованием Пантавха, а сам выступил с походом в Эпир. Пирр, в свою очередь отправился к нему навстречу. Оба военачальника сбились с пути и, вместо того, чтобы сразиться друг с другом, оказались во владениях соперника. В то время когда войско Деметрия Полиоркета грабило Эпир, состоялось сражение в центральной Этолии между Пантавхом и Пирром. Во время ожесточённого боя, когда ни одно войско не могло одержать победу над соперником, согласно Плутарху, «Пантавх … вызвал Пирра на поединок, а тот, не желая никому из царей уступать в мужестве … прошёл через первый ряд своих воинов и выступил навстречу Пантавху». Во время поединка Пантавх ранил противника, однако, получив удар в бедро и в шею, оказался при смерти. Тут вмешались друзья Пантавха, которые вынесли тело своего военачальника с поля боя. Со слов Плутарха, ободрённые эпироты после победы своего царя прорвали строй македонян, многих из них убили и захватили в плен пять тысяч воинов. Поражение Пантавха имело большой моральный эффект, существенно повысив у современников статус Пирра в качестве отважного царя и воина. Авторитет Деметрия, напротив, упал, а в его поступках стали видеть лишь «попытки подражания Александру Македонскому».
Приблизительно в это же время Деметрий переправился на Керкиру, где состоялась его свадьба с Ланассой. На фоне поражения в Этолии Деметрий был вынужден спешно покинуть Керкиру и отправиться в Македонию. Детали этого похода неизвестны. К концу лета 289 года до н. э. Пирр полностью восстановил контроль над Эпиром, а Деметрий находился в Пелле. Пирр со своим войском вторгся в Македонию, где на его сторону стали переходить многие македонские гарнизоны. В какой-то момент, когда эпирские войска подошли к древней столице Эгам, положение для Деметрия стало угрожающим. Он сумел набрать новое войско и заставить Пирра отступить. Зимой 288 года до н. э. между двумя военачальниками был заключён мир. Хоть Пирр и признавал утрату Керкиры, он сохранил власть над Эпиром, включая стратегически важные горные проходы в Фессалию и Македонию.
Сразу после заключения мира с Пирром Деметрий начал готовиться к новому походу. Античные историки утверждали, что Деметрий начал строить флот в 500 кораблей, а также собрал войско, которое включало 110 тысяч человек и 12 тысяч всадников. Лисимах, Птолемей и Селевк знали о приготовлениях Деметрия, однако им было неизвестно, чьи земли подвергнутся нападению. Между диадохами был заключён союз, к которому примкнул Пирр. Эпирский царь вторгся в Македонию и дошёл со своими силами до древних столиц Эг и Пеллы. Деметрий был вынужден, вместо похода против диадохов, повернуть войско против Пирра. Однако македоняне, которые разуверились в своём царе, стали массово дезертировать в войско Пирра. Деметрий был вынужден бежать, а власть в Македонии перешла к Пирру.

### Последний поход. Плен
После утраты Македонии в конце 288 — начале 287 года до н. э. Деметрий отправился в Грецию, где он сохранял власть над большим количеством полисов. Ослаблением Деметрия воспользовались Афины, которые сделали очередную попытку восстановить независимость. Последующая осада затянулась. Согласно античной традиции, к Деметрию прибыл философ Кратет, который убедил его прекратить осаду. Современные историки приводят и другие возможные мотивы — невозможность захватить Афины с имеющимися силами и угрозу со стороны Пирра и диадохов.

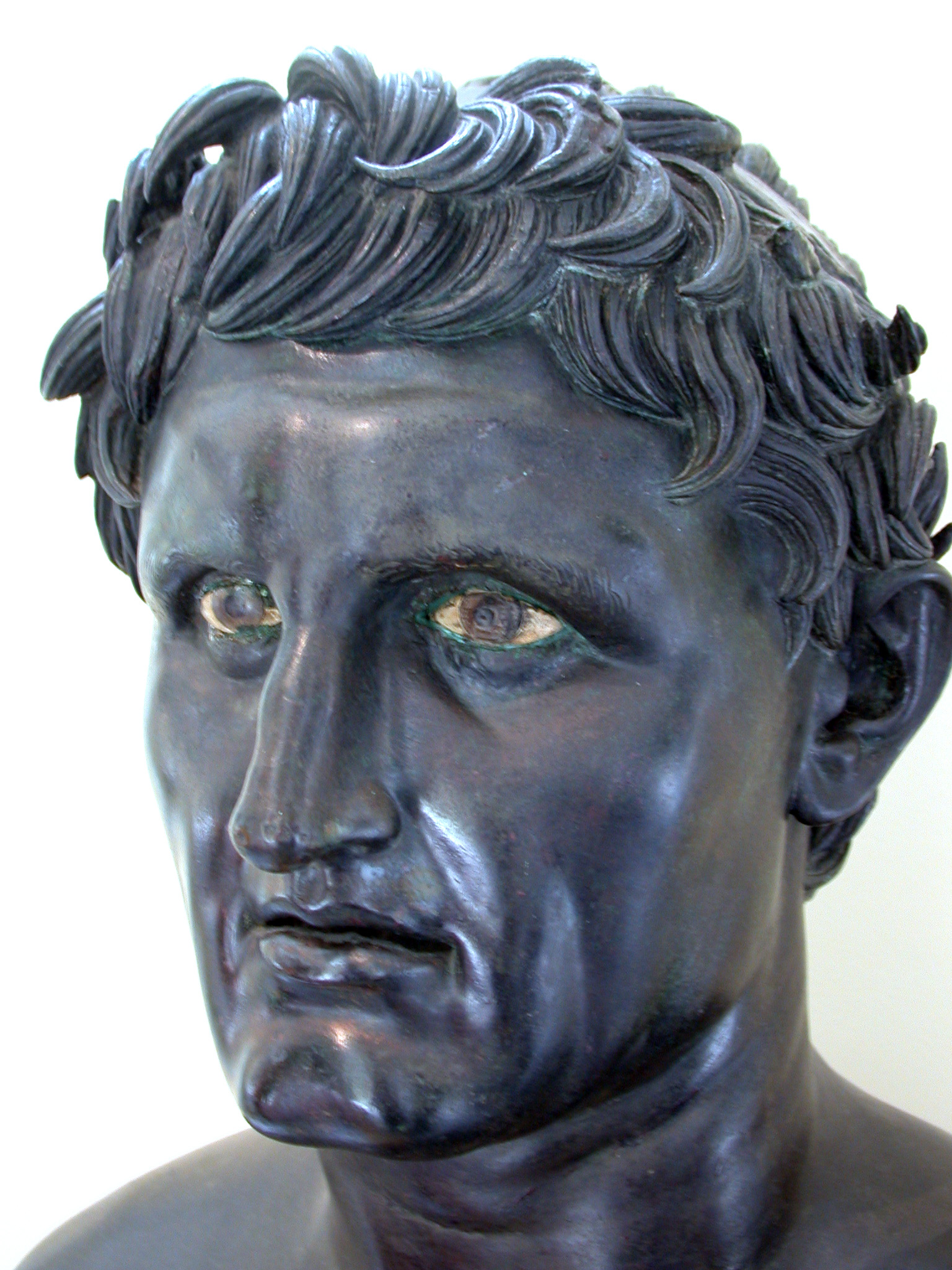
Бронзовая копия изображения Селевка с греческого оригинала

Деметрий надеялся с остатками своего войска поднять восстание в городах Ионии, Карии и Лидии против Лисимаха. Реконструкция дальнейшего маршрута его похода носит предположительный характер. Сначала Деметрий прибыл в Кавн, откуда направился в Милет, а затем в столицу Фригии Сарды. Согласно Плутарху, некоторые города принимали Деметрия с радостью, так как тяготились властью Лисимаха, некоторые — оказывали сопротивление. Дальнейшим планам Деметрия, которые могли включать завоевание Армении и/или Мидии, помешали действия сына Лисимаха Агафокла. В противостоянии двух военачальников Агафокл победил не на поле сражения, а за счёт того, что сумел отрезать войско противника от его владений и баз тылового обеспечения. Враг не давал возможности собирать продовольствие и корм для лошадей, при этом уклоняясь от решающего сражения. В войске Деметрия начался голод, к которому вскоре присоединился «мор» (эпидемия некоего инфекционного заболевания). Деметрий был вынужден изменить свои первоначальные планы и направиться к морю на юг. Когда он достиг Киликии, которая на тот момент принадлежала Селевку, Агафокл перекрыл проходы через Таврские горы и счёл свою задачу выполненной.
В Киликии Деметрий отправил к Селевку послов с просьбой о милосердии. Вначале Селевк распорядился оказывать полное содействие Деметрию, однако затем выступил против него с войском. Плутарх приводит аргументы Патрокла, которые убедили Селевка начать военную кампанию против Деметрия. Патрокл подчёркивал, что хоть Деметрий и находится в крайне затруднительном положении и не представляет реальной угрозы, он является одним из наиболее талантливых врагов Селевка. Соответственно, упустить возможность его уничтожить, по мнению Патрокла, было бы непростительным легкомыслием.
Даже в столь безвыходной ситуации Деметрий пытался сопротивляться. После того, как его покинуло войско, Деметрий надеялся достичь моря и бежать, а когда и этот план оказался невыполнимым, думал о самоубийстве. В конечном итоге, Деметрий был вынужден сдаться Селевку, который обеспечил ему царские условия в плену. Сын Деметрия Антигон Гонат, а также представители ряда греческих городов просили Селевка отпустить Деметрия и предлагали большой выкуп. Лисимах, напротив, предложил Селевку 2 тысячи талантов, если тот решит казнить его давнего врага. В конечном итоге Селевк отказался от всех предложений и «на третьем году своего заключения Деметрий, от праздности, обжорства и пьянства, заболел и скончался в возрасте пятидесяти четырёх лет» в феврале или марте 282 года до н. э. Тело умершего царя отправили в Грецию, где Антигон Гонат организовал отцу пышные похороны в основанном им городе Деметриаде.

## Монеты

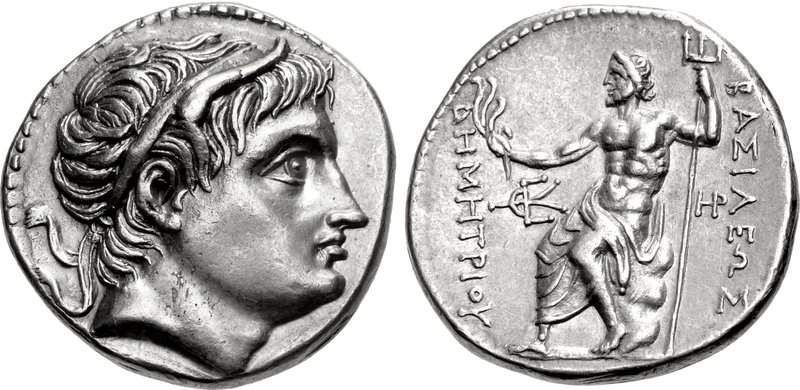
Тетрадрахма 291/290 года до н. э.. Отчеканена в Амфиполе

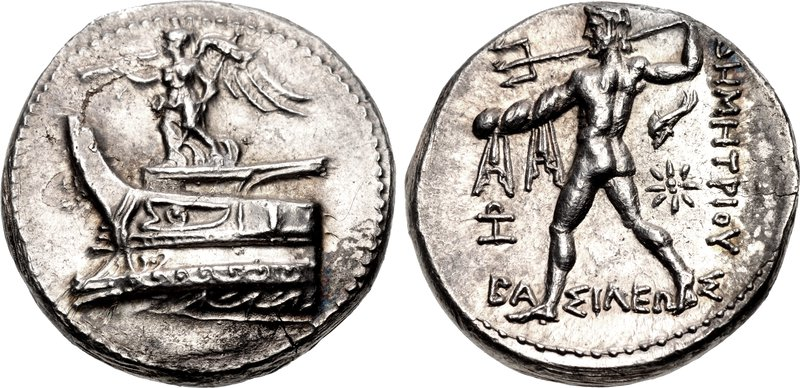
Тетрадрахма 294—292 годов до н. э.. Отчеканена в Пелле

Первые монеты, которые предположительно принадлежали Деметрию, нумизматы относят к периоду после гибели его отца Антигона в 301 году до н. э. Нумизматические данные позволяют определить границы его владений в период между 301 и 294 годами до н. э. Некоторые выпуски повторяют предыдущие монетные типы времён правления Антигона и/или Александра с легендой «ΔΗΜΗΤΡΙΟΥ».
Монета выполняет не только функцию средства обмена, но и пропаганды. Изображение на монете, которое прославляет правителя, увидят практически все его подданные. В эллинистическую эпоху важную роль в легитимизации власти правителя игран фактор военной победы. В связи с этим на эмиссиях Деметрия Полиоркета была увековечена победа при Саламине на Кипре. Наиболее характерными монетными типами его правления стали изображение богини победы Ники на носу боевого корабля на аверсе и бога морей Посейдона на реверсе. Вместо Ники на аверс могли помещать изображение самого царя, что стало нововведением в монетной чеканке для эпохи диадохов. Ранее на монетах могли помещать изображение некоего божества и/или обожествлённого Александра. Появление идеализированного портрета Деметрия свидетельствовало об его официальном прижизненном обожествлении, создании культа. Вскоре по примеру Деметрия другие диадохи также стали чеканить монеты со своими изображениями.

## Личная жизнь

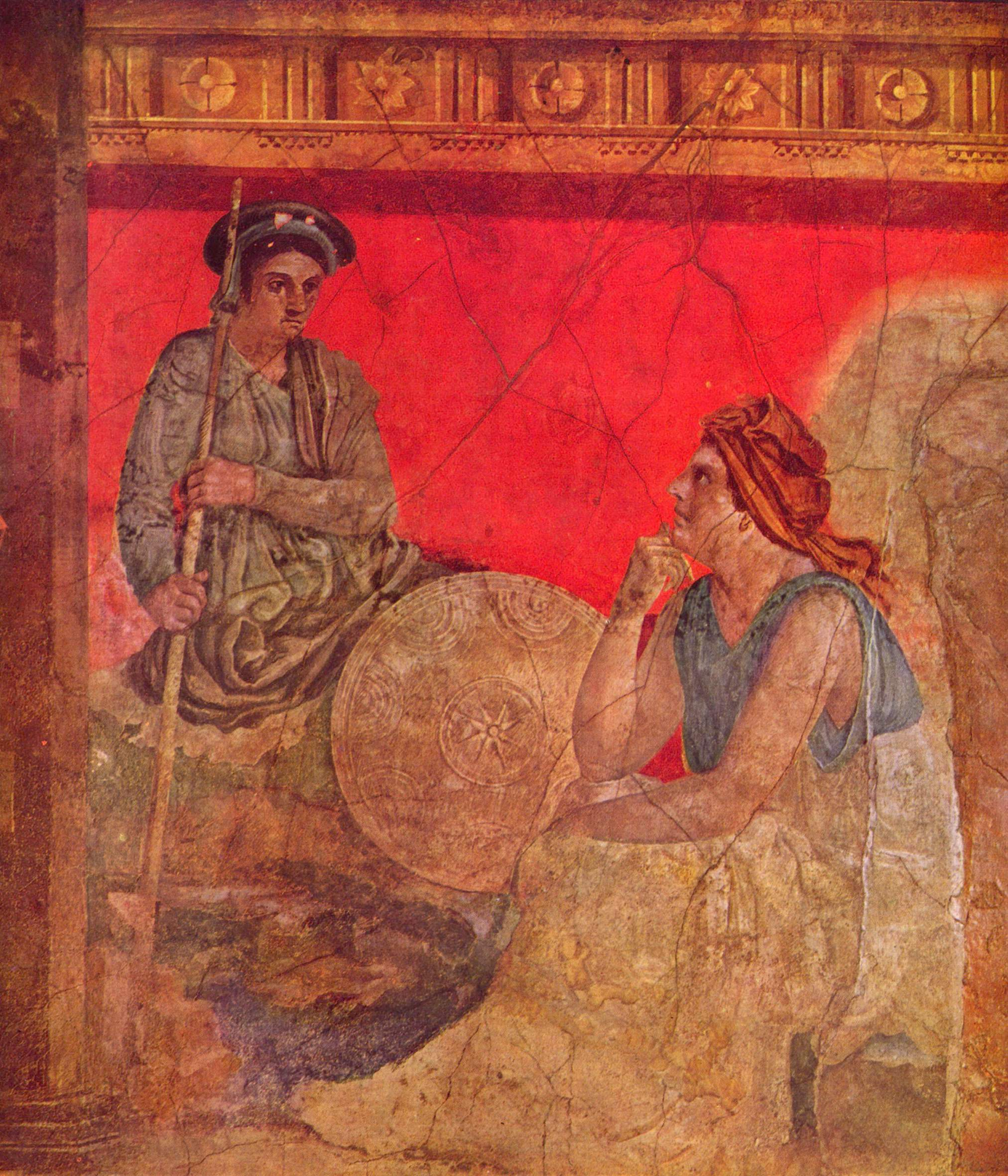
Антигон II Гонат и его мать Фила. Деталь фрески из Помпей, около 40 года до н. э. Национальный археологический музей Неаполя

При описании биографии Деметрия Полиоркета как античные, так и современные историки уделяют внимание его любвеобильности. Он был официально женат не менее пять раз, а также в античных источниках зафиксированы девять имён его любовниц, которых в действительности могло быть значительно больше.
Первым браком, в возрасте около 16 лет, Деметрия женили на дочери одного из самых могущественных людей того времени Антипатра Филе, которой было более 30 лет. Фила пользовалась большим авторитетом как у супруга, так и у окружающих. Её авторитет основывался не только на личных качествах. Она была дочерью родоначальника династии Антипатридов Антипатра и вдовой Кратера, чуть ли не единственного из преемников Александра, который оставил по себе добрую память. По мнению историков И. Г. Дройзена и В. Хофмана, Фила была одной из самых благородных и выдающихся женщин своего времени. Российская историк Н. Ю. Сивкина назвала Филу «яркой личностью», высокообразованной мудрой женщиной, которая привила своему сыну Антигону II Гонату благоразумие и постоянство характера. Несмотря на высокие положение и авторитет, судьба Филы была несчастливой. Около 294 года до н. э. она оказалась в осаждаемом Птолемеем Саламине на Кипре. После того как она с детьми и родственниками попала в руки египетского царя, Птолемей отпустил их в Македонию. Однако после поражения Деметрия, когда она была вынуждена бежать со своей родины «Фила была безутешна; не в силах глядеть на своего супруга, злополучнейшего из царей, который снова сделался обыкновенным смертным и изгнанником, отрёкшись от всех надежд, проклявши судьбу, в счастии столь ветреную, в бедах же столь упорную, она выпила яду и умерла». У пары родилось двое детей — старший сын и наследник Деметрия Антигон II Гонат, а также дочь Стратоника. Впоследствии, через несколько лет после смерти отца, Антигон II Гонат стал македонским царём, а Стратоника супругой двух селевкидских царей — Селевка и Антиоха.
Около 307 года до н. э. Деметрий, после того как изгнал из Афин македонский гарнизон, взял в жёны Эвридику, которая возводила свой род к Мильтиаду, что афиняне посчитали «особой честью и милостью». Свадьба была представлена олицетворением символической связи между славным прошлым Афин, которое олицетворяла Эвридика, и властью настоящей. Для Деметрия брак имел политический рассчёт, повторял практику македонских царей брать в жёны представительниц знати покорённых земель. Эвридика родила Деметрию сына Коррага, судьба которого неизвестна.
В 303 году до н. э. во время ежегодных празднеств в честь Геры в Аргосе Деметрий женился в третий раз на сестре Пирра Деидамии. У пары родился сын Александр, который большую часть жизни находился в Египте, возможно, в качестве заложника. По версии итальянского историка Л. Моретти, которая впрочем не находит признания в историографии, у Деидамии, кроме Александра, родилась также дочь Стратоника.

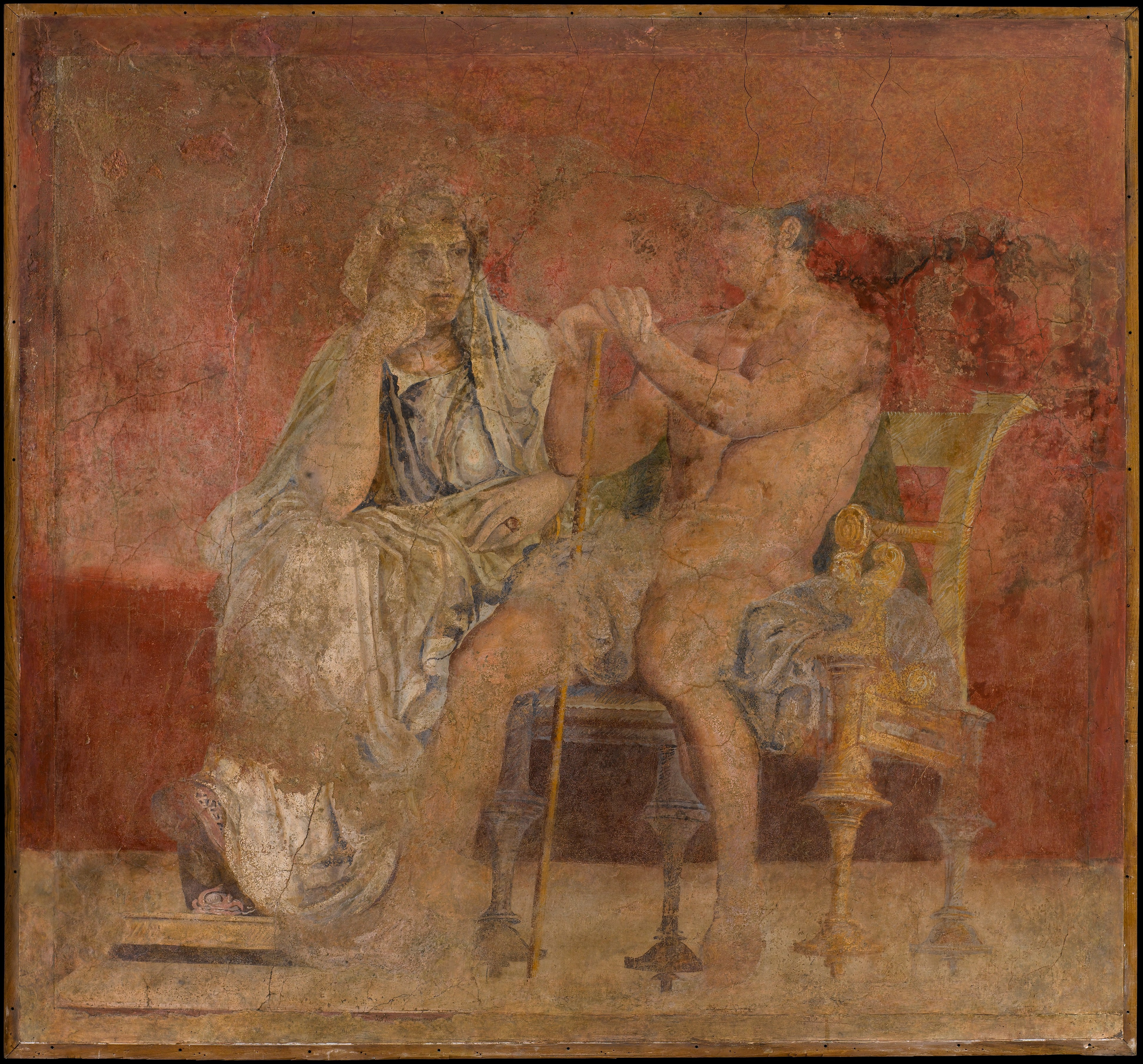
Ланасса и Деметрий. Античная фреска

Четвёртый брак с Ланассой принёс Деметрию не только богатое приданое, а именно власть над Керкирой и Лефкадой, но и союз с могущественным царём Сицилии Агафоклом. Последующее поражение и бегство из Македонии не дали Деметрию возможности реализовать свои амбициозные планы по расширению своей власти на Италию.
Пятой супругой Деметрия в 287 году до н. э. стала дочь Птолемея и Эвридики Птолемаида. Помолвка Деметрия с Птолемаидой состоялась ещё в 299 году до н. э. Это произошло во время непродолжительного сближения Деметрия и Птолемея I при содействии Селевка, однако, вследствие очередного ухудшения отношений между диадохами, бракосочетание было отложено. Свадьба состоялась уже после того, как Деметрий Полиоркет потерял власть над Македонией. Торжество было проведено в Милете, куда Птолемаида приехала в сопровождении своей матери Эвридики. По мнению американского историка Джеймса Ромма, Птолемей согласился на этот брак, поскольку к тому времени Деметрий уже не был для него угрозой, однако был в состоянии продолжать борьбу против его соперников — Лисимаха и Селевка I. Немецкий антиковед Ганс Фолькман, однако, считал, что брак состоялся уже после того, как Эвридика с детьми была вынуждена покинуть Египет. Вскоре после свадьбы с Птолемаидой Деметрий отправился в поход в Малую Азию, откуда уже не вернулся. Сын Птолемаиды и Деметрия, также Деметрий, впоследствии стал правителем Кирены. Плутарх также упомянул шестую жену Деметрия, некую иллириянку, которая родила Деметрия Тощего.

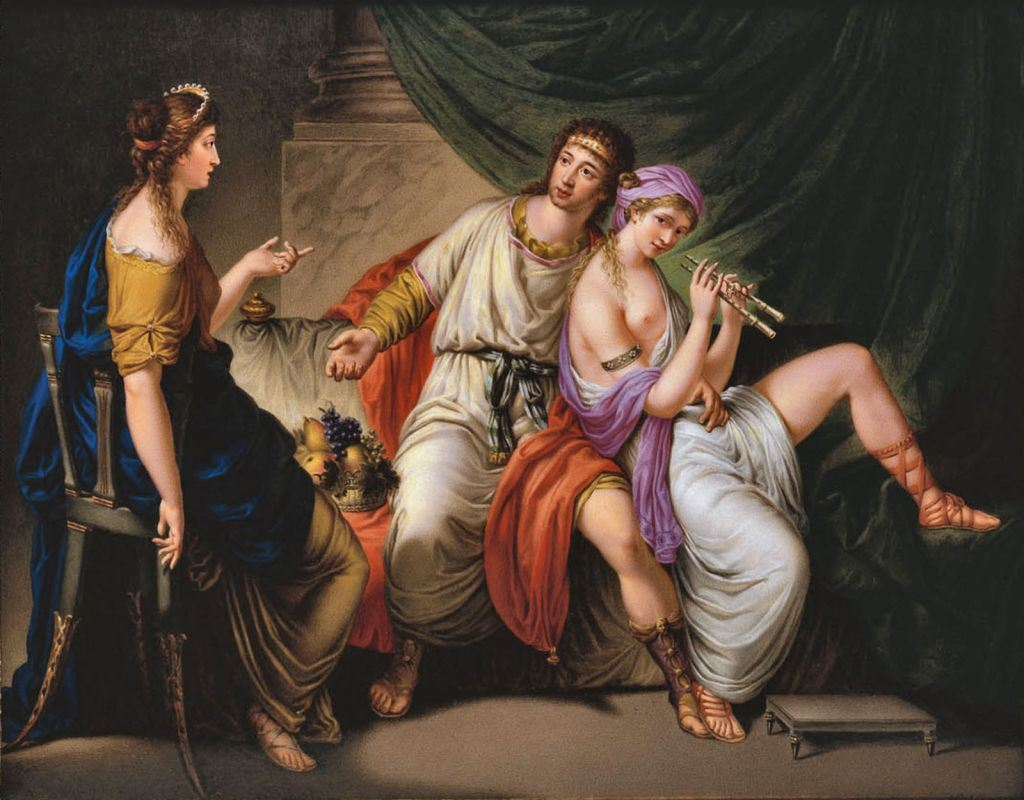
«Деметрий Полиоркет с флейтисткой Ламией и её подружкой Демо». Ф. Кавциг, ок. 1800 года. Частная коллекция

Из многочисленных любовниц Деметрия наибольшее влияние на царя имела Ламия. Их отношения носили характер неудержимой страсти. Пик отношений Ламии и Деметрия Полиоркета приходится на 304—302 годы до н. э. Их связь стала расхожей темой для сплетен того времени. Афиняне, преимущественно, недолюбливали Ламию. Этому способствовали постройка храмов Афродиты Ламии в Афинах и Фивах, а также громадные суммы, которые Деметрий тратил на свою любовницу из городской казны. Для царя обожествление любовницы повышало собственный статус, делало его «любимцем богини». Кроме этого, Ламия обложила своего рода налогом многих богатых горожан. На эти деньги Ламия устраивала шикарные пиры, которые упоминают несколько античных авторов. Отдельная причина нелюбви афинян к Ламии заключалась в оскорблении их религиозных чувств. Деметрию Полиоркету, на фоне всеобщего ликования после освобождения Афин от тирании и македонской гегемонии, выделили для жилья внутреннюю часть Парфенона, главного храма в честь богини Афины. Оргии, которые Деметрий устраивал в священном месте с Ламией, либо слухи о таковых, затрагивали религиозные чувства древних греков. Возможно, в данном случае речь шла не о развратной оргии, а о неком культовом действии — половом акте в священном месте, который, в понимании участников, делал пару связанной особыми священными узами.
Связь с Ламией использовали и враги Деметрия Полиоркета. Так, фракийский царь Лисимах говорил, что «впервые видит потаскуху выступающей в трагедии», а поэт Филиппид написал двустишие: «Святой акрополь наш в харчевню превратив, / К Афине-деве в храм распутниц он привёл». В историографии существуют два противоположных мнения о влиянии Ламии на Деметрия. По мнению П. Уитли, она своими капризами и связанными с ними эксцессами снизила популярность царя, придала его имени ореол развратника. Греческий и американский историк К. Каппарис, напротив, считал его следствием порочности самого Деметрия, а не «поведения стареющей гетеры». Деметрий создал вокруг себя гарем жён и любовниц не из-за Ламии, а по собственному желанию. Д. Ромм предположил, что Ламия могла умереть во время родов дочери Филы в конце IV века до н. э.

## Личность. Оценки
В эту книгу войдут жизнеописания Деметрия Полиоркета и императора Антония, двух мужей, на которых убедительнее всего оправдались слова Платона, что великие натуры могут таить в себе и великие пороки, и великие доблести. Оба они были одинаково сластолюбивы, оба пьяницы, оба воинственны, расточительны, привержены роскоши, разнузданны и буйны, а потому и участь обоих была сходной: в течение всей жизни они то достигали блестящих успехов, то терпели жесточайшие поражения, завоёвывали непомерно много и непомерно много теряли, падали внезапно на самое дно и вопреки всем ожиданиям вновь выплывали на поверхность и даже погибли почти одинаково: Деметрий — схваченный врагами, Антоний — едва не попавши к ним в руки.
И. Г. Дройзен считал, что Деметрий после смерти своего отца Антигона командовал войском, величина которого не соответствовала принадлежавшим ему землям. Для того, чтобы прокормить своих воинов и не лишиться власти, он был вынужден вести постоянные войны. На этом фоне он не обращал должного внимания на внутренние дела в подконтрольных ему странах. Плутарх писал, что македонян удручал не только разнузданный образ жизни царя, но и его недоступность. Деметрий не утруждал себя приёмом посетителей, разбором просьб и жалоб своих подданных. Античный автор передаёт несколько анекдотов по этому поводу. Когда несколько человек сумели передать Деметрию свои письменные просьбы, то царь по пути выбросил их в реку. Одна старуха, которая просила уделить ей время, получив ответ, что «царю недосуг заниматься её делами», воскликнула: «Тогда откажись от царства». Г. Бенгтсон отмечал, что в Македонии Деметрий «не совершил ничего выдающегося», что не вызывает удивления, «так как он не имел никаких серьёзных обязательств перед этой страной». На этом фоне при появлении войск других военачальников на своих землях Деметрий быстро терял территории, так как их жители не хотели сражаться за такого царя.
Жизнь Деметрия была полна взлётов и падений, которые он переносил с потрясающей лёгкостью. И. Г. Дройзен назвал Деметрия «самой яркой звездой смутного времени эпохи диадохов». По мнению Г. Бенгтсона, военачальника отличали беззаботность, неумение быть предусмотрительным и благоразумным. А. С. Шофман отмечает, что при жизни Деметрий имел репутацию военного мыслителя и честолюбца. Однако, по мнению историка, такие оценки были несколько преувеличенными. Из трёх генеральных сражений Деметрий проиграл два (при Газе и при Ипсе). Победа при Саламине на Кипре стала следствием увлечения Деметрия военной инженерией, что позволило ему качественно усилить свой флот. По мнению А. С. Шофмана, Деметрий был слабым политиком. Однако он признавал политическую комбинацию, которая привела Деметрия к македонскому трону, удачной, хоть и связывал её не с личными качествами, а со «сложившейся обстановкой раздора между диадохами». Также историк отмечал, что пороки Деметрия были «продуктом эпохи эллинизма», следствием снятия каких-либо моральных и религиозных запретов.
Авантюрный характер Деметрия, неудачные попытки повторить Александра, привели его к полному личному фиаско. Несмотря на все свои недостатки, Деметрий мог бы гордиться сыном Антигоном II Гонатом, который сумел разрешить множество доставшихся в наследство от отца проблем и обеспечить стабильность династии македонских царей Антигонидов.
В историю Деметрий вошёл под прозвищем «Полиоркет» (др.-греч. Πολιορκητής), что в дословном переводе обозначает «Осаждающий города». Впервые такое обозначение встречается у Диодора Сицилийского при описании осады Родоса 305—304 годов до н. э. В контексте неудачной осады, ряд современных историков считают прозвище «осаждающего города» ироничным. Оно могло подчёркивать неудачу Деметрия, умение вести процесс осады при неспособности достижения результата. П. Уитли, напротив, отмечал, что в течение жизни Деметрий провёл множество военных кампаний и около 50 осад, большая часть из которых была успешной. Р. Биллоуз, в отличие от других историков, связывал возникновение прозвища «Осаждающий города» не с неудачной осадой Родоса в 305—304 годах до н. э., а с успехом при Саламине на Кипре в 306 году до н. э. Соответственно, по мнению П. Уитли, эпитет «осаждающего города» является заслуженным. Более того, слава об осадах Деметрия в нескольких случаях заставляла города сдаваться без боя. В этом контексте, указание Плутарха о том, что Деметрию нравилось прозвище «Полиоркета», видится достоверным. Многочисленные осады были для Деметрия одним из методов достижения власти, а также позволяли реализовать детские увлечения механикой и различными ремёслами.